# 광물

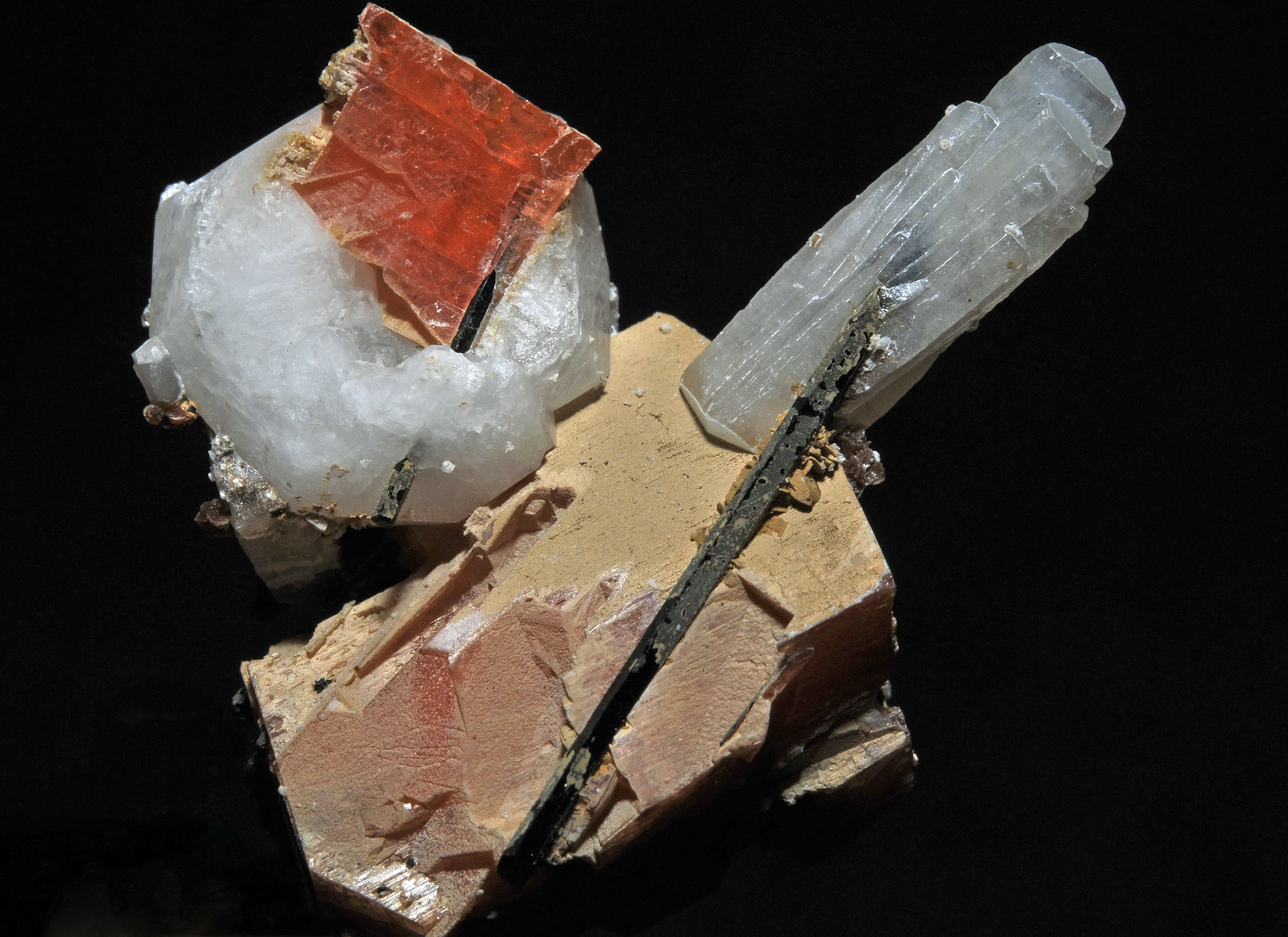
캐나다 퀘벡 주 몽 생틸레르에서 발견된 세란다이트, 나트롤라이트, 아날심, 에지린 결정

광물(鑛物)은 지질학과 광물학에서 화학 조성이 일정하고 특정한 결정 구조를 고르게 가지며 순수한 형태로 자연적으로 발생하는 고체 물질이다.
지질학적 광물 정의는 일반적으로 살아있는 유기체에서만 발생하는 화합물을 제외한다. 그러나 일부 광물은 종종 생물적이거나(예: 방해석) 화학적으로는 유기 화합물이다(예: 멜라이트). 또한, 살아있는 유기체는 암석에서도 발생하는 무기 광물(예: 수산화인회석)을 자주 합성한다.
광물이라는 개념은 충분히 큰 규모에서 비교적 균질한 모든 부피 고체 지질 물질인 암석과는 구별된다. 암석은 한 가지 유형의 광물로 구성될 수도 있고, 공간적으로 분리된 두 가지 이상의 다른 유형의 광물의 집합체일 수도 있다.
오팔이나 흑요석처럼 결정 구조가 명확하지 않은 일부 천연 고체 물질은 더 정확하게는 준광물이라고 불린다. 화학 화합물이 다른 결정 구조로 자연적으로 발생하는 경우, 각 구조는 다른 광물종으로 간주된다. 따라서 예를 들어 석영과 스티쇼바이트는 동일한 화합물인 이산화 규소로 구성된 두 가지 다른 광물이다.
국제광물학회 (IMA)는 광물종의 정의 및 명명법에 대해 일반적으로 인정되는 표준 기관이다. 2025년 5월 현재, IMA는 6,145개의 공식 광물종을 인정하고 있다.
명명된 광물종의 화학 조성은 소량의 불순물 포함으로 인해 다소 달라질 수 있다. 특정 변종은 때때로 자체적인 관습적 또는 공식적인 이름을 가지고 있다. 예를 들어, 자수정은 광물종 석영의 보라색 변종이다. 일부 광물종은 광물 구조에서 등가 위치를 차지하는 두 가지 이상의 화학 원소의 비율이 가변적일 수 있다. 예를 들어, 매키노아이트의 공식은 (Fe,Ni)
9S
8로 주어지며, 이는 Fe
xNi
9-xS
8를 의미하며, 여기서 x는 0에서 9 사이의 가변 숫자이다. 때때로 조성 가변 광물은 다소 임의적으로 분리되어 여러 광물로 나뉘어 광물 그룹을 형성하기도 한다. 이는 규산염 Ca
xMg
yFe
2-x-ySiO
4, 감람석 그룹의 경우이다.
필수적인 화학 조성과 결정 구조 외에도, 광물종의 설명에는 일반적으로 습성, 굳기, 광택, 투명도, 색상, 조흔색, 강도, 벽개, 파면, 계, 구역화, 분리, 비중, 자기, 형광, 방사능과 같은 일반적인 물리적 특성뿐만 아니라 맛이나 냄새, 산에 대한 반응도 포함된다.
광물은 주요 화학 성분에 따라 분류된다. 두 가지 지배적인 시스템은 다나 분류와 슈트룬츠 분류이다. 규산염 광물은 지구의 지각의 약 90%를 차지한다. 기타 중요한 광물 그룹에는 원소 광물 (단일 순수 원소로 구성) 및 화합물 (여러 원소의 조합), 즉 황화 광물 (예: 방연석 PbS), 산화 광물 (예: 석영 SiO2), 할로젠 광물 (예: 암염 NaCl), 탄산염 광물 (예: 방해석 CaCO3), 황산염 광물 (예: 석고 CaSO4·2H2O), 규산염 광물 (예: 정장석 KAlSi3O8), 몰리브덴산염 (예: 울페나이트 PbMoO4) 및 인산염 광물 (예: 녹연광 Pb5(PO4)3Cl)이 포함된다.

## 정의

### 국제광물학회
국제광물학회는 물질이 독특한 광물로 간주되기 위한 다음 요구 사항을 설정했다.
1. 지구 또는 기타 지구 외 천체에서 자연 지질학적 과정에 의해 형성된 자연 발생 물질이어야 한다. 이는 인간 활동(인공적) 또는 살아있는 존재(생물적)에 의해 직접적이고 독점적으로 생성되는 화합물(예: 탄화 텅스텐, 신장결석, 식물 조직의 옥살산 칼슘 결정, 조가비)을 제외한다. 그러나 그러한 기원의 물질은 지질학적 과정이 그 생성에 관여한 경우(예: 식물 물질에서 유래한 에벤카이트 또는 박쥐 배설물에서 유래한 타라나카이트 또는 광산 찌꺼기에서 유래한 알퍼사이트)에는 자격이 있을 수 있다.[12] 지구 핵이나 다른 행성과 같이 접근 불가능한 자연 환경에서 발생할 것으로 예측되더라도 가상의 물질도 제외된다.
2. 자연 상태에서 고체 물질이어야 한다. 이 규칙의 주요 예외는 자연 수은이다. 현재 규칙이 확립되기 전에 포함되었기 때문에 IMA에서는 여전히 광물로 분류하고 있지만, -39°C 이하에서만 결정화된다.[13] 물과 이산화 탄소는 다른 광물의 내포물로 자주 발견되더라도 광물로 간주되지 않는다. 그러나 물 얼음은 광물로 간주된다.[14]
3. 잘 정의된 결정 구조를 가져야 한다. 또는 더 일반적으로는 정돈된 원자 배열을 가져야 한다.[15] 이 속성은 결정 형태, 경도, 벽개와 같은 여러 거시 규모 물리적 속성을 의미한다.[16] 이는 오조케라이트, 갈철광, 흑요석 및 지질학적 맥락에서 발생하는 다른 많은 무정형(비결정질) 물질을 제외한다.
4. 화학 조성이 비교적 잘 정의되어 있어야 한다. 그러나 고정된 구조를 가지지만 조성이 가변적인 특정 결정 물질은 단일 광물종으로 간주될 수 있다. 일반적인 예시로는 매키노아이트, (Fe, Ni)9S8와 같은 고용체가 있는데, 이는 주로 철 황화물이며 철 원자의 상당 부분이 니켈 원자로 대체되어 있다.[15][17] 다른 예시로는 가변적인 층 적층을 가진 층상 결정 또는 공공 및 치환의 규칙적인 배열에서만 다른 결정이 포함된다. 반면에 연속적인 조성 시리즈를 가지는 일부 물질은 여러 광물로 임의로 분할될 수 있다. 전형적인 예시는 감람석 그룹 (Mg, Fe)2SiO4로, 마그네슘이 풍부한 최종 구성원과 철이 풍부한 최종 구성원은 별개의 광물(포스터라이트와 파얄라이트)로 간주된다.

이러한 규칙의 세부 사항은 다소 논란의 여지가 있다. 예를 들어, 최근에는 비정질 물질을 광물로 분류하자는 몇 가지 제안이 있었지만, IMA에서 받아들여지지 않았다.
IMA는 또한 자연적으로 수백 개의 원자 크기의 나노입자 형태로만 발생하는 광물을 받아들이는 것을 꺼리지만, 최소 결정 크기를 정의하지는 않았다.
일부 저자는 물질이 실온 (25°C)에서 안정하거나 준안정 고체여야 한다고 요구한다. 그러나 IMA는 물질이 그 구조와 조성이 잘 결정될 수 있을 만큼 충분히 안정해야 한다고만 요구한다. 예를 들어, IMA는 메리디아나이트(황산 마그네슘의 자연 발생 수화물)를 광물로 인정하지만, 이는 2°C 이하에서만 형성되고 안정하다.
2025년 5월 현재, 6,145개의 광물종이 IMA에 의해 승인되었다. 이들은 대부분 사람의 이름을 따서 명명되었으며, 그 다음은 발견 위치이다. 화학 조성 또는 물리적 특성에 기반한 이름은 광물 이름 어원학의 다른 두 가지 주요 그룹이다. 대부분의 이름은 "-ite"로 끝난다. 예외는 광물학이 학문으로 체계화되기 전에 잘 정립된 이름들이다. 예를 들어 방연석과 다이아몬드이다.

### 생물성 광물
지질학자와 광물학자들 사이에서 논쟁의 주제는 IMA가 생물 기원 결정 물질을 제외하기로 한 결정이었다. 예를 들어, 로웬스탐(Lowenstam, 1981)은 "유기체는 생물권에서 무기적으로 형성될 수 없는 다양한 광물을 형성할 수 있다"고 언급했다.
스키너(Skinner, 2005)는 모든 고체를 잠재적인 광물로 보고 생물성 광물을 광물계에 포함시키는데, 이는 유기체의 신진대사 활동으로 생성되는 광물이다. 스키너는 이전 광물 정의를 확장하여 "생물지구화학적 과정을 통해 형성된 원소 또는 화합물, 비정질 또는 결정질"을 광물로 분류했다.
고해상도 유전학 및 엑스선 흡수 분광학의 최근 발전은 미생물과 광물 간의 생물지구화학적 관계에 대한 새로운 통찰력을 제공하고 있으며, 이는 이 질문에 대한 새로운 시각을 제시할 수 있다. 예를 들어, IMA가 위임한 "환경광물학 및 지구화학 실무 그룹"은 수권, 대기, 생물권의 광물을 다룬다. 이 그룹의 범위에는 지구 전역의 거의 모든 암석, 토양, 입자 표면에서 해저 아래 최소 1600미터, 성층권으로 70킬로미터(아마도 중간권까지) 깊이까지 존재하는 광물 형성 미생물이 포함된다.
생물지구화학적 순환은 수십억 년 동안 광물 형성에 기여해 왔다. 미생물은 용액에서 금속을 침전시켜 광석 매장지 형성에 기여할 수 있다. 또한 광물의 용해를 촉매할 수도 있다.
국제광물학회 목록 작성 이전에 60개 이상의 생물광물이 발견, 명명 및 발표되었다. 이들 광물(로웬스탐(1981)에 표로 정리된 하위 집합)은 스키너(2005)의 정의에 따르면 적절한 광물로 간주된다. 이들 생물광물은 국제광물학회 공식 광물 이름 목록에 등재되어 있지 않지만, 이들 생물광물 대표자 중 다수는 다나 분류 체계에 나열된 78개 광물 클래스에 분포되어 있다.
스키너(2005)의 광물 정의는 광물이 결정질일 수도 있고 비정질일 수도 있다고 명시함으로써 이 문제를 고려한다. 생물광물이 가장 흔한 형태의 광물은 아니지만, 이들은 적절한 광물이 무엇인지의 한계를 정의하는 데 도움을 준다. 니켈(1995)의 공식 정의는 결정성을 물질을 광물로 정의하는 핵심 요소로 명시적으로 언급했다. 2011년 기사에서는 알루미늄-철-구리 합금인 이코사헤드라이트를 광물로 정의했다. 독특한 자연 정20면체 대칭으로 명명된 이 광물은 준결정이다. 진정한 결정과 달리 준결정은 질서정연하지만 주기적이지 않다.

## 암석, 광석, 보석

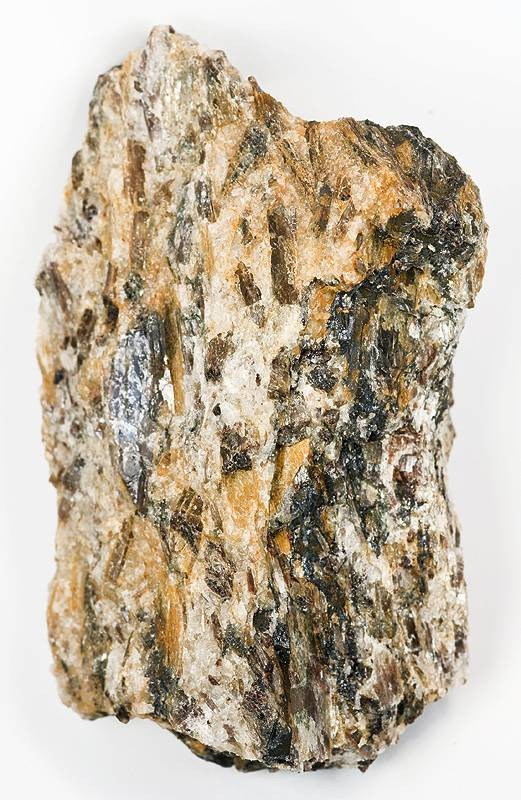
결정편암은 풍부한 판상 광물로 특징지어지는 변성암이다. 이 예에서는 암석에 만큼 큰 규선석 반상변정이 현저하게 나타난다.

암석은 하나 이상의 광물 또는 준광물의 집합체이다. 석회암이나 규암과 같은 일부 암석은 주로 하나의 광물로 구성되어 있다 – 석회암의 경우 방해석 또는 아라고나이트, 규암의 경우 석영이다. 다른 암석은 핵심(필수) 광물의 상대적 풍부도로 정의될 수 있다. 화강암은 석영, 알칼리 장석, 사장석의 비율로 정의된다. 암석 내 다른 광물은 부수 광물이라고 불리며, 암석의 전체 조성에 크게 영향을 미치지 않는다. 암석은 또한 비광물 물질로만 구성될 수도 있다. 석탄은 주로 유기적으로 유래한 탄소로 구성된 퇴적암이다.
암석에서는 일부 광물종과 그룹이 다른 것보다 훨씬 더 풍부하다. 이를 암석 형성 광물이라고 부른다. 주요 예로는 석영, 장석류, 운모류, 각섬석류, 휘석류, 감람석류, 방해석이 있다. 마지막을 제외하고 이들 광물은 모두 규산염이다. 전반적으로 약 150개의 광물이 그 풍부함이나 수집 가치 측면에서 특히 중요하게 여겨진다.
보석, 금속 광석, 광물 연료 외에 상업적으로 가치 있는 광물과 암석은 산업 광물이라고 불린다. 예를 들어, 백색 운모인 백운모는 창문(때때로 이징글라스라고도 함), 충전재 또는 절연체로 사용될 수 있다.
광석은 특정 원소, 일반적으로 금속이 고농도로 함유된 광물이다. 예로는 수은 광석인 진사 (HgS), 아연 광석인 섬아연석 (ZnS), 주석 광석인 석석 (SnO2), 그리고 붕소 광석인 콜레마나이트가 있다.
보석은 장식적 가치가 있는 광물로, 그 아름다움, 내구성, 그리고 일반적으로 희귀성으로 인해 비보석과 구별된다. 보석 광물로 분류되는 광물종은 약 20가지이며, 이들은 가장 흔한 보석 중 약 35가지를 구성한다. 보석 광물은 종종 여러 변종으로 존재하므로, 하나의 광물이 여러 다른 보석을 설명할 수 있다. 예를 들어, 루비와 사파이어는 모두 강옥, Al2O3이다.

## 어원
영어에서 "mineral"이라는 단어가 처음 사용된 것은 15세기 중세 영어에서였다. 이 단어는 광산, 광석을 의미하는 라틴어 minera에서 유래한 중세 라틴어 언어 오류(la-x-medieval): minerale에서 왔다.
"species"라는 단어는 라틴어 species에서 유래했으며, "뚜렷한 모습이나 외양을 가진 특정 종류, 유형 또는 종류"를 의미한다.

## 화학

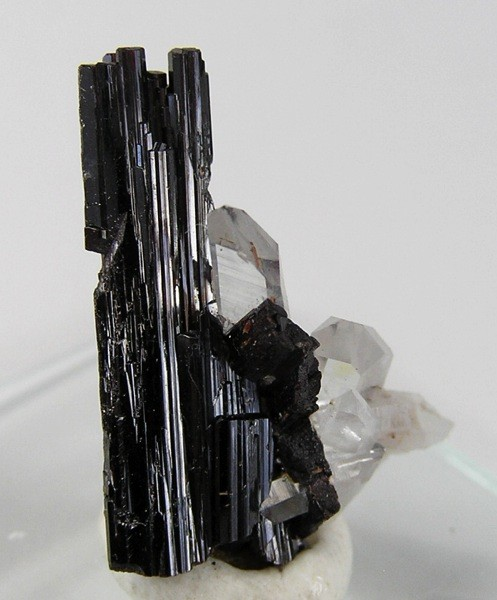

광물의 풍부함과 다양성은 지구의 원소 풍부도에 따라 직접적으로 화학에 의해 조절된다. 관찰되는 광물의 대부분은 지구의 지각에서 유래한다. 지구의 지각에 풍부하게 존재하기 때문에 8가지 원소가 광물의 주요 구성 요소 대부분을 차지한다. 이 8가지 원소는 지각 무게의 98% 이상을 차지하며, 풍부도 감소 순서는 다음과 같다: 산소, 규소, 알루미늄, 철, 마그네슘, 칼슘, 나트륨, 칼륨이다. 산소와 규소는 단연코 가장 중요한 두 가지 원소이다 – 산소는 지각 무게의 47%를 차지하고, 규소는 28%를 차지한다.
형성되는 광물은 모체의 전체 화학적 한계 내에서 형성 온도 및 압력에서 가장 안정한 광물이다. 예를 들어, 대부분의 화성암에서는 존재하는 알루미늄과 알칼리 금속(나트륨과 칼륨)이 주로 산소, 규소, 칼슘과 결합하여 장석 광물로 발견된다. 그러나 암석이 알칼리 금속에 유난히 풍부하다면, 모든 나트륨과 장석으로 결합할 만큼 충분한 알루미늄이 없을 것이고, 과잉 나트륨은 리베카이트와 같은 소듐 함유 각섬석을 형성할 것이다. 알루미늄 함량이 유난히 높다면, 과잉 알루미늄은 백운모 또는 다른 알루미늄이 풍부한 광물을 형성할 것이다. 규소가 부족하면 장석의 일부가 준장석 광물로 대체된다. 특정 조성의 암석에서 특정 온도 및 압력에서 어떤 광물이 존재할지 정확히 예측하려면 복잡한 열역학적 계산이 필요하다. 그러나 건조 마그마에서 형성된 화산암에 대한 합리적인 추정치를 제공하는 CIPW 노름과 같은 비교적 간단한 경험적 규칙을 사용하여 근사치를 추정할 수 있다.
고용체 계열의 종단 성분 종 사이에서 화학 조성은 달라질 수 있다. 예를 들어, 사장석은 나트륨이 풍부한 종단 성분인 조장석 (NaAlSi3O8)에서 칼슘이 풍부한 회장석 (CaAl2Si2O8)까지 연속적인 계열을 포함하며, 그 사이에 네 가지 중간 변종이 인정된다 (나트륨에서 칼슘이 풍부한 순서로): 올리고클레이스, 안데신, 래브라도라이트, 바이토나이트. 다른 계열의 예로는 마그네슘이 풍부한 포스터라이트와 철이 풍부한 파얄라이트의 감람석 계열, 그리고 망가니즈가 풍부한 휘브네라이트와 철이 풍부한 페르베라이트의 울프라마이트 계열이 있다.
화학적 치환과 배위 다면체는 광물의 이러한 공통적인 특징을 설명한다. 자연에서 광물은 순수한 물질이 아니며, 주어진 화학 시스템에 존재하는 다른 원소들에 의해 오염된다. 그 결과, 한 원소가 다른 원소로 치환될 수 있다. 화학적 치환은 비슷한 크기와 전하를 가진 이온들 사이에서 일어날 것이다. 예를 들어, K+는 크기와 전하의 큰 차이로 인한 화학적 및 구조적 불일치 때문에 Si4+를 치환하지 않을 것이다. 화학적 치환의 흔한 예는 Si4+가 Al3+로 치환되는 경우인데, 이들은 전하, 크기 및 지각에서의 풍부도가 비슷하다. 사장석의 예에서 세 가지 치환 사례가 있다. 장석은 모두 골격 규산염으로, 규소-산소 비율이 2:1이며, 다른 원소들이 들어갈 공간은 Si4+가 Al3+로 치환되어 기본 단위인 [AlSi3O8]−를 형성함으로써 주어진다. 치환이 없으면 공식은 SiO2로 전하 균형이 맞춰져 석영을 형성할 것이다. 이 구조적 특성의 중요성은 배위 다면체로 더 설명될 것이다. 두 번째 치환은 Na+와 Ca2+ 사이에서 일어나지만, 전하의 차이는 Si4+가 Al3+로 두 번째 치환을 함으로써 설명되어야 한다.
배위 다면체는 양이온이 음이온에 의해 둘러싸이는 방식을 기하학적으로 표현한 것이다. 광물학에서 배위 다면체는 지각에 풍부하게 존재하기 때문에 보통 산소와 관련하여 고려된다. 규산염 광물의 기본 단위는 실리카 사면체이다. 즉, 하나의 Si4+가 네 개의 O2−에 둘러싸여 있다. 규산염의 배위를 설명하는 다른 방법은 숫자를 사용하는 것이다. 실리카 사면체의 경우 규소는 배위수 4를 가진다고 말한다. 다양한 양이온은 가능한 배위수의 특정 범위를 가진다. 규소의 경우 거의 항상 4이지만, 화합물이 압축되어 규소가 산소와 6중(팔면체) 배위를 하는 매우 높은 압력 광물의 경우는 예외이다. 더 큰 양이온은 산소에 비해 상대적인 크기가 증가하기 때문에 더 큰 배위수를 가진다(더 무거운 원자의 마지막 궤도 하위 껍질도 다르다). 배위수의 변화는 물리적 및 광물학적 차이를 유발한다. 예를 들어, 맨틀과 같은 고압 환경에서는 많은 광물, 특히 감람석 및 석류석과 같은 규산염이 페로브스카이트 구조로 변하며, 여기서 규소는 팔면체 배위를 한다. 다른 예로는 알루미노실리케이트인 남정석, 홍주석, 규선석(동질이형체, Al2SiO5의 공식을 공유하므로)이 있으며, 이들은 Al3+의 배위수에서 차이가 난다. 이들 광물은 압력 및 온도의 변화에 반응하여 서로 변환된다. 규산염 물질의 경우, Si4+가 Al3+로 치환되면 전하 균형을 맞춰야 하므로 다양한 광물이 생성될 수 있다.
가장 흔한 8가지 원소가 지구 지각의 98% 이상을 차지하므로, 일반적으로 소량 존재하는 다른 원소들은 흔한 암석 형성 광물에 치환된다. 대부분의 원소의 독특한 광물은 매우 희귀하며, 열수 순환과 같은 지질학적 과정에 의해 이러한 원소들이 흔한 광물에 더 이상 수용될 수 없을 정도로 농축된 곳에서만 발견된다.

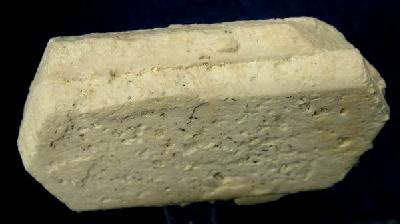
광물이 반응할 때, 생성물은 때때로 시약의 형태를 띠게 된다. 생성물 광물은 시약의 가상결정이라고 불린다. 여기에 보이는 것은 정장석의 고령석 가상결정이다. 여기서 가상결정은 정장석에서 흔히 볼 수 있는 칼스바드 쌍정을 보존하고 있다.

온도, 압력 및 조성의 변화는 암석 시료의 광물학을 변화시킨다. 조성 변화는 풍화 또는 교대 변성 작용 (열수 변성 작용)과 같은 과정에 의해 발생할 수 있다. 온도 및 압력 변화는 모암이 다른 물리적 환경으로 지구조론적 또는 마그마적 이동을 겪을 때 발생한다. 열역학적 조건의 변화는 광물 집합체가 서로 반응하여 새로운 광물을 생성하는 데 유리하게 만든다. 따라서 두 암석이 동일하거나 매우 유사한 전체 암석 화학 조성을 가지더라도 유사한 광물학을 가지지 않을 수 있다. 이러한 광물학적 변화 과정은 암석의 순환과 관련되어 있다. 일련의 광물 반응 예시는 다음과 같다.
정장석 (KAlSi3O8)은 심성암인 화강암에서 흔히 발견되는 광물이다. 풍화에 노출되면 반응하여 고령석 (Al2Si2O5(OH)4, 퇴적 광물, 및 규산)을 형성한다.
2 KAlSi3O8 + 5 H2O + 2 H+ → Al2Si2O5(OH)4 + 4 H2SiO3 + 2 K+
저등급 변성 조건에서 고령석은 석영과 반응하여 파이로필라이트 (Al2Si4O10(OH)2)를 형성한다.
Al2Si2O5(OH)4 + SiO2 → Al2Si4O10(OH)2 + H2O
변성 등급이 증가함에 따라 파이로필라이트는 남정석과 석영을 형성하기 위해 반응한다.
Al2Si4O10(OH)2 → Al2SiO5 + 3 SiO2 + H2O
또는, 광물은 반응하지 않고 온도 및 압력 변화의 결과로 결정 구조를 변경할 수도 있다. 예를 들어, 석영은 고온에서는 인규석 및 크리스토발라이트와 같은 다양한 SiO2 동질이형체로, 고압에서는 코에사이트로 변형된다.

## 물리적 특성
광물을 분류하는 것은 간단한 것부터 어려운 것까지 다양하다. 광물은 여러 물리적 특성으로 식별할 수 있으며, 그 중 일부는 모호함 없이 완전한 식별에 충분하다. 다른 경우에는 광물을 더 복잡한 광학, 화학 또는 엑스선 회절 분석으로만 분류할 수 있다. 그러나 이러한 방법은 비용이 많이 들고 시간이 많이 소요될 수 있다. 분류에 적용되는 물리적 특성에는 결정 구조 및 습성, 굳기, 광택, 투명도, 색상, 조흔색, 벽개 및 파면, 비중이 포함된다. 기타 덜 일반적인 테스트에는 형광, 인광, 자기, 방사능, 강도(기계적 유발 형태 또는 형태 변화에 대한 반응), 압전기 및 묽은 산에 대한 반응성이 포함된다.

### 결정 구조 및 습성

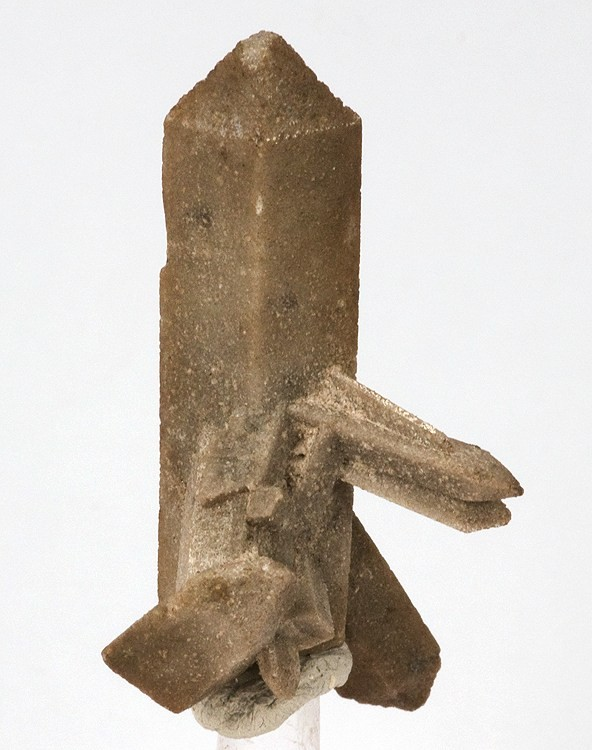
황옥은 특징적인 사방정계의 길쭉한 결정 형태를 가지고 있다.

결정 구조는 광물 내부 구조에서 원자가 질서정연하게 기하학적으로 배열된 결과이다. 이 결정 구조는 종종 결정이 취하는 기하학적 형태로 표현되는 규칙적인 내부 원자 또는 이온 배열을 기반으로 한다. 광물 입자가 너무 작아 눈에 보이지 않거나 불규칙한 모양이라도 기본 결정 구조는 항상 주기적이며 엑스선 회절로 결정할 수 있다. 광물은 일반적으로 대칭 함량으로 설명된다. 결정은 32개 점군으로 제한되며, 이는 대칭에 따라 달라진다. 이들 그룹은 다시 더 넓은 범주로 분류되며, 이 중 가장 포괄적인 범주는 6가지 결정족이다.
이러한 가족은 세 가지 결정축의 상대적 길이와 그 사이의 각도로 설명될 수 있다. 이러한 관계는 더 좁은 점군을 정의하는 대칭 조작에 해당한다. 아래에 요약되어 있다. a, b, c는 축을 나타내고, α, β, γ는 각 결정축의 반대쪽 각도를 나타낸다(예: α는 a축의 반대쪽 각도, 즉 b와 c축 사이의 각도):
| 결정족   | 길이      | 각도                  | 일반적인 예시                |
| -------- | --------- | --------------------- | ---------------------------- |
| 등축정계 | a = b = c | α = β = γ = 90°       | 석류석, 암염, 황철석         |
| 정방정계 | a = b ≠ c | α = β = γ = 90°       | 금홍석, 지르콘, 홍주석       |
| 사방정계 | a ≠ b ≠ c | α = β = γ = 90°       | 감람석, 아라고나이트, 정휘석 |
| 육방정계 | a = b ≠ c | α = β = 90°, γ = 120° | 석영, 방해석, 전기석         |
| 단사정계 | a ≠ b ≠ c | α = γ = 90°, β ≠ 90°  | 클리노피록신, 정장석, 석고   |
| 삼사정계 | a ≠ b ≠ c | α ≠ β ≠ γ ≠ 90°       | 회장석, 조장석, 남정석       |

육방정계 결정군은 또한 두 개의 결정계로 나뉘는데, 삼중축 대칭을 가진 삼방정계와 육중축 대칭을 가진 육방정계이다.
화학 및 결정 구조가 함께 광물을 정의한다. 32개 점군으로 제한되어 있더라도, 서로 다른 화학적 조성을 가진 광물이 동일한 결정 구조를 가질 수 있다. 예를 들어, 암염 (NaCl), 방연석 (PbS), 페리클레이스 (MgO)는 모두 hexaoctahedral 점군(등축정계)에 속하는데, 이는 구성 원소들 간에 유사한 화학량론을 가지기 때문이다. 이와 대조적으로, 동질이형체는 화학식은 같지만 구조가 다른 광물들의 묶음이다. 예를 들어, 황철석과 마르카사이트는 모두 철 황화물이며 FeS2의 공식을 가지지만, 전자는 등축정계인 반면 후자는 사방정계이다. 이러한 동질이형성은 일반적인 AX2 공식을 가진 다른 황화물로도 확장된다. 이 두 그룹은 총칭하여 황철석 및 마르카사이트 그룹으로 알려져 있다.
다형성은 순수한 대칭 함량을 넘어 확장될 수 있다. 알루미노실리케이트는 남정석, 홍주석, 규선석의 세 가지 광물 그룹으로, 화학식 Al2SiO5를 공유한다. 남정석은 삼사정계이고, 홍주석과 규선석은 모두 사방정계이며 피라미드형 이중 대칭군에 속한다. 이러한 차이는 결정 구조 내에서 알루미늄이 어떻게 배위하는지에 따라 발생한다. 모든 광물에서 하나의 알루미늄 이온은 항상 산소와 육중 배위를 이룬다. 규소는 일반적으로 모든 광물에서 사중 배위를 이루며, 스티쇼바이트 (SiO2, 금홍석 구조를 가진 초고압 석영 동질이형체)와 같은 예외적인 경우가 있다. 남정석에서 두 번째 알루미늄은 육중 배위를 이루며, 그 화학식은 Al[6]Al[6]SiO5로 표현될 수 있어 결정 구조를 반영한다. 홍주석은 두 번째 알루미늄이 오중 배위(Al[6]Al[5]SiO5)를 이루고, 규선석은 사중 배위(Al[6]Al[4]SiO5)를 이룬다.
결정 구조와 화학의 차이는 광물의 다른 물리적 특성에 크게 영향을 미친다. 탄소 동소체인 다이아몬드와 흑연은 매우 다른 특성을 가지고 있다. 다이아몬드는 가장 단단한 천연 물질로, 아다만틴 광택을 가지며 등축정계 결정군에 속하는 반면, 흑연은 매우 부드럽고 기름진 광택을 가지며 육방정계에서 결정화된다. 이러한 차이는 결합의 차이로 설명된다. 다이아몬드에서는 탄소 원자가 sp3 혼성 오비탈에 있어 각 탄소가 사면체 방식으로 4개의 이웃 원자와 공유 결합을 형성하는 틀을 이룬다. 반면에 흑연은 sp2 혼성 오비탈의 탄소 시트로 구성되어 있으며, 각 탄소는 다른 세 개의 탄소와만 공유 결합을 한다. 이 시트들은 훨씬 약한 반데르발스 힘으로 결합되어 있으며, 이러한 불일치는 거시적 차이로 이어진다.

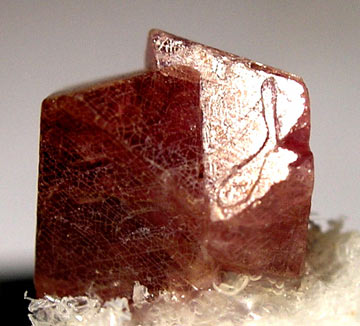
첨정석에서 볼 수 있는 접촉 쌍정

쌍정은 단일 광물종의 두 개 이상의 결정이 함께 성장하는 현상이다. 쌍정의 기하는 광물의 대칭에 의해 제어된다. 그 결과, 접촉 쌍정, 망상 쌍정, 슬립 쌍정, 관입 쌍정, 순환 쌍정, 다중합성 쌍정을 포함한 여러 유형의 쌍정이 존재한다. 접촉, 또는 단순 쌍정은 한 평면에서 결합된 두 개의 결정으로 구성되며, 이 유형의 쌍정은 첨정석에서 흔하다. 금홍석에서 흔한 망상 쌍정은 그물처럼 얽힌 결정이다. 슬립 쌍정은 쌍정의 시작으로 인해 중간에 구부러진 형태를 가진다. 관입 쌍정은 서로 자라 들어간 두 개의 단일 결정으로 구성되며, 이 쌍정의 예로는 십자 모양의 십자석 쌍정 및 정장석의 카를스바트 쌍정이 있다. 순환 쌍정은 회전축 주위에서 반복되는 쌍정으로 인해 발생한다. 이 유형의 쌍정은 3, 4, 5, 6, 8중 축 주위에서 발생하며, 해당 패턴은 각각 삼중정, 사중정, 오중정, 육중정, 팔중정이라고 불린다. 육중정은 아라고나이트에서 흔하다. 다중합성 쌍정은 반복적인 쌍정의 존재를 통해 순환 쌍정과 유사하다. 그러나 회전축 주위에서 발생하는 대신, 다중합성 쌍정은 평행한 평면을 따라 발생하며, 일반적으로 미시적 규모이다.
결정 습성은 모든 광물의 집합 결정의 전체적인 형태를 나타낸다. 이 속성을 설명하는 데 여러 용어가 사용된다. 일반적인 습성에는 침상이 포함되며, 이는 나트롤라이트와 같은 바늘 모양의 결정을 나타낸다. 수상(나무 패턴)은 자연 구리 또는 금에서 바닥물질(기질)과 함께 흔하다. 등축은 석류석에 전형적이다. 각기둥 모양(한 방향으로 길쭉한)은 쿤자이트 또는 휘안석에서 볼 수 있다. 포도상 (포도 송이와 같은)은 옥수에서 볼 수 있다. 섬유상은 규회석에서 볼 수 있는 섬유질 결정이다. 판상 형태는 전자가 판 모양이고 후자는 백운모에서 볼 수 있는 명확한 연장을 가지고 있다는 점에서 칼날 모양과 다르다. 무정형은 카르날라이트에서 볼 수 있듯이 명확한 모양이 없다. 결정 형태와 관련하여, 결정면의 품질은 일부 광물, 특히 편광 현미경을 사용할 때 진단에 유용하다. 자형 결정은 명확한 외부 형태를 가지는 반면, 타형 결정은 그렇지 않다. 이러한 중간 형태는 반자형이라고 불린다.

### 굳기

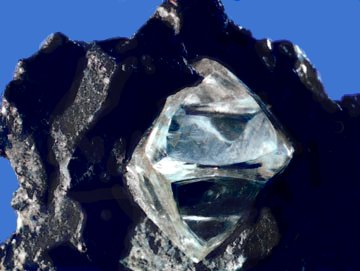
다이아몬드는 가장 단단한 천연 물질이며, 모스 굳기 10을 가진다.

광물의 굳기는 긁힘이나 압입에 얼마나 저항할 수 있는지를 정의한다. 이 물리적 특성은 광물의 화학 조성과 결정 구조에 의해 조절된다.
가장 일반적으로 사용되는 측정 척도는 순서형 모스 굳기계로, 긁힘에 대한 저항을 측정한다. 10개의 지표로 정의되며, 지수가 높은 광물은 아래에 있는 광물을 긁는다. 척도는 엽상규산염인 활석부터 가장 단단한 천연 물질인 탄소 동질이형체인 다이아몬드까지 다양하다. 척도는 아래에 제공된다.
| 모스 굳기 | 광물       | 화학식             |
| --------- | ---------- | ------------------ |
| 1         | 활석       | Mg3Si4O10(OH)2     |
| 2         | 석고       | CaSO4·2H2O         |
| 3         | 방해석     | CaCO3              |
| 4         | 형석       | CaF2               |
| 5         | 인회석     | Ca5(PO4)3(OH,Cl,F) |
| 6         | 정장석     | KAlSi3O8           |
| 7         | 석영       | SiO2               |
| 8         | 황옥       | Al2SiO4(OH,F)2     |
| 9         | 강옥       | Al2O3              |
| 10        | 다이아몬드 | C                  |

광물의 경도는 그 구조의 함수이다. 경도는 모든 결정학적 방향에 대해 반드시 일정하지 않다. 결정학적 약점은 일부 방향을 다른 방향보다 부드럽게 만든다. 이러한 경도 변동성의 예는 남정석에 존재하는데, [001]에 평행하게는 모스 경도 51⁄2를 가지지만 [100]에 평행하게는 7을 가진다.
다른 척도들도 있다.
- 쇼어 경도 시험, 용수철이 장착된 장치의 압입을 기반으로 광물의 내구성을 측정한다.[73]
- 록웰 경도
- 비커스 굳기
- 브리넬 경도

### 광택 및 투명도

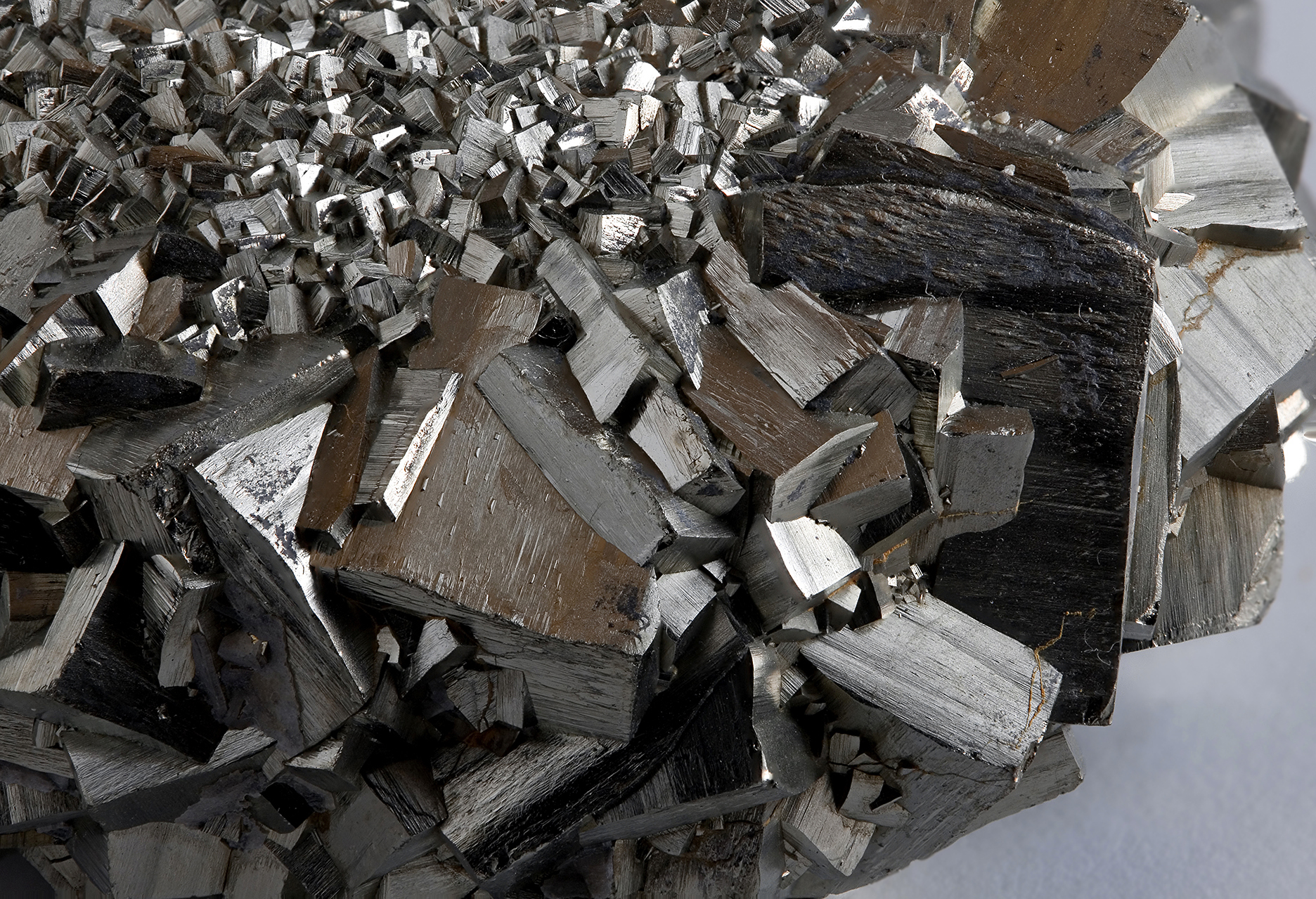
황철석은 금속 광택을 띤다.

광택은 광물의 표면에서 빛이 어떻게 반사되는지를 질적, 강도적으로 나타낸다. 이 속성을 설명하는 데 사용되는 많은 정성적 용어가 있으며, 금속성과 비금속성 범주로 나뉜다. 금속성 및 준금속성 광물은 금속처럼 높은 반사율을 가진다. 이러한 광택을 가진 광물의 예로는 방연석과 황철석이 있다. 비금속성 광택에는 다음과 같은 것들이 포함된다. 다이아몬드와 같은 아다만틴 광택; 규산염 광물에서 매우 흔한 유리 광택; 활석과 어안석과 같은 진주 광택; 석류석 그룹의 구성원과 같은 수지 광택; 석면형 백석면과 같은 섬유질 광물에서 흔한 비단 광택.
광물의 투명도는 빛이 광물을 통과할 수 있는 능력을 나타낸다. 투명한 광물은 빛이 통과할 때 빛의 강도를 줄이지 않는다. 투명한 광물의 예로는 백운모 (칼륨 운모)가 있다. 일부 변종은 창문으로 사용될 수 있을 만큼 충분히 투명하다. 반투명 광물은 약간의 빛을 통과시키지만, 투명한 광물보다 적다. 경옥과 연옥 (광물) (비취의 광물 형태)은 이러한 특성을 가진 광물의 예이다. 빛을 통과시키지 않는 광물은 불투명이라고 불린다.
광물의 투명도는 시료의 두께에 따라 달라진다. 광물이 충분히 얇을 때(예: 박편에서), 육안으로는 볼 수 없는 특성이라도 투명해질 수 있다. 반대로, 적철석이나 황철석과 같은 일부 광물은 박편에서도 불투명하다.

### 색상 및 조흔색
색상은 광물의 가장 명백한 특성이지만, 종종 진단에 도움이 되지 않는다. 이는 전자기파가 전자와 상호 작용하기 때문에 발생한다(광물에는 적용되지 않는 백열의 경우 제외). 광물 색상에 대한 기여도에 따라 두 가지 광범위한 원소 분류(자색 원소 및 타색 원소)가 정의된다. 자색 원소는 광물 조성에 필수적이며, 광물 색상에 대한 기여도는 진단에 유용하다. 이러한 광물의 예로는 공작석 (녹색)과 남동석 (파란색)이 있다. 이와 대조적으로, 광물 내 타색 원소는 불순물로 미량 존재한다. 이러한 광물의 예로는 광물 강옥의 루비와 사파이어 변종이 있다.
가색 광물의 색상은 빛 파동의 간섭의 결과이다. 예로는 래브라도라이트와 반동광이 있다.
단순한 본체 색상 외에도 광물은 색상 놀이, 성광, 변채, 훈색, 변색, 다색성과 같은 다양한 다른 독특한 광학적 특성을 가질 수 있다. 이러한 특성 중 여러 가지는 색상의 변화를 포함한다. 단백석에서와 같이 색상 놀이는 시료를 돌리면 다른 색상이 반사되는 결과를 낳는 반면, 다색성은 빛이 다른 방향으로 광물을 통과할 때 색상이 변하는 것을 설명한다. 훈색은 색상 놀이의 한 변종으로, 빛이 결정 표면의 코팅, 벽개면 또는 화학적 농도가 미세하게 다른 층에서 산란될 때 발생한다. 대조적으로, 단백석의 색상 놀이는 물리적 구조 내의 정렬된 미세 실리카 구체에서 빛이 굴절되어 발생한다. 변채("고양이 눈")는 시료를 회전할 때 관찰되는 색상의 물결 모양 띠이며, 성광은 변채의 한 변종으로 광물 결정에 별 모양이 나타나는 것을 의미한다. 후자의 특성은 특히 보석 품질의 강옥에서 흔하다.
광물의 조흔색은 분말 형태의 광물 색상을 나타내며, 이는 본래 색상과 같을 수도 있고 다를 수도 있다. 이 특성을 테스트하는 가장 일반적인 방법은 백색 또는 흑색 자기판으로 만들어진 조흔판을 사용하는 것이다. 광물의 조흔색은 미량 원소 또는 표면 풍화와 무관하다. 이 특성의 일반적인 예는 적철석에서 나타나는데, 이는 시료에서는 검은색, 은색 또는 빨간색이지만, 조흔색은 벚나무색에서 적갈색이다. 또는 황동석에서는 황동색 금색을 띠지만 검은 조흔색을 남긴다. 조흔색은 비금속 광물(그 본체 색상이 타색 원소에 의해 생성됨)과 달리 금속 광물에서 더 자주 뚜렷하다. 조흔색 테스트는 광물의 경도에 의해 제한되는데, 경도가 7보다 단단한 광물은 조흔판을 분쇄하기 때문이다.

### 벽개, 분리, 파면, 강도

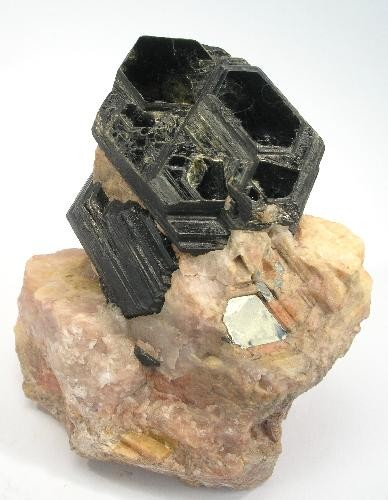
흑운모 (검은색)에서 볼 수 있는 완벽한 기저 벽개, 그리고 기질 (분홍색 정장석)에서 볼 수 있는 좋은 벽개.

정의에 따르면, 광물은 특징적인 원자 배열을 가진다. 이 결정 구조의 약점은 약한 면을 유발하며, 그러한 면을 따라 광물이 깨지는 것을 벽개라고 한다. 벽개의 품질은 광물이 얼마나 깨끗하고 쉽게 깨지는지에 따라 설명될 수 있다. 일반적인 서술어는 품질 감소 순서로 "완벽한", "좋은", "뚜렷한", "나쁜"이다. 특히 투명한 광물이나 박편에서는 옆에서 볼 때 평면 표면을 나타내는 일련의 평행선으로 벽개를 볼 수 있다. 벽개는 광물에 보편적인 특성이 아니다. 예를 들어, 광범위하게 상호 연결된 실리카 사면체로 구성된 석영은 벽개를 허용하는 결정학적 약점을 가지지 않는다. 이와 대조적으로, 완벽한 기저 벽개를 가진 운모는 매우 약하게 결합된 실리카 사면체 시트로 구성된다.
벽개는 결정학의 함수이므로 다양한 벽개 유형이 있다. 벽개는 일반적으로 한 방향, 두 방향, 세 방향, 네 방향 또는 여섯 방향으로 발생한다. 한 방향의 기저 벽개는 운모의 특징적인 속성이다. 두 방향 벽개는 각기둥 모양으로 설명되며, 각섬석 및 휘석과 같은 광물에서 발생한다. 방연석이나 암염과 같은 광물은 90°로 세 방향의 입방정(또는 등축정) 벽개를 가진다. 세 방향의 벽개가 존재하지만 90°가 아닌 경우, 예를 들어 방해석이나 능망가니즈광과 같은 경우, 이는 마름모형 벽개라고 불린다. 팔면체 벽개(네 방향)는 형석과 다이아몬드에 존재하며, 섬아연석은 육방정계 십이면체 벽개를 가진다.
많은 벽개를 가진 광물은 모든 방향에서 동등하게 잘 깨지지 않을 수 있다. 예를 들어, 방해석은 세 방향에서 좋은 벽개를 가지지만, 석고는 한 방향에서 완벽한 벽개를 가지고 다른 두 방향에서는 나쁜 벽개를 가진다. 벽개면 사이의 각도는 광물마다 다르다. 예를 들어, 각섬석은 이중 사슬 규산염이고 휘석은 단일 사슬 규산염이기 때문에 벽개면 사이의 각도가 다르다. 휘석은 약 90°에서 두 방향으로 벽개되는 반면, 각섬석은 약 120°와 60°로 분리된 두 방향으로 특징적으로 벽개된다. 벽개 각도는 접촉 고니오미터로 측정할 수 있으며, 이는 각도기와 유사하다.
분리(때때로 "가짜 벽개"라고도 함)는 외관상 벽개와 유사하지만, 체계적인 약점이 아닌 광물 내부의 구조적 결함으로 인해 발생한다. 분리는 광물의 결정마다 다르지만, 주어진 광물의 모든 결정은 원자 구조가 그 속성을 허용하는 경우 벽개된다. 일반적으로 분리는 결정에 가해지는 특정 스트레스에 의해 발생한다. 스트레스의 원인에는 변형(예: 압력 증가), 용해 또는 쌍정이 포함된다. 분리를 자주 나타내는 광물에는 휘석, 적철석, 자철석, 강옥 등이 있다.
광물이 벽개면에 해당하지 않는 방향으로 부서진 것을 파면되었다고 한다. 불규칙한 파면에는 여러 유형이 있다. 전형적인 예는 석영의 조개껍질형 파면인데, 매끄러운 곡선으로 표시된 둥근 표면이 생성된다. 이러한 유형의 파면은 매우 균질한 광물에서만 발생한다. 다른 유형의 파면으로는 섬유상, 파편상, 톱니상이 있다. 후자는 거칠고 들쭉날쭉한 표면을 따라 부서지는 것을 설명하며, 이 특성의 예는 자연 구리에서 찾을 수 있다.
강도는 벽개 및 파면과 관련이 있다. 파면 및 벽개가 광물이 부서질 때 생성되는 표면을 설명하는 반면, 강도는 광물이 그러한 파면에 얼마나 저항하는지를 설명한다. 광물은 부서지기 쉬운, 연성, 가단성, 단면성, 유연성 또는 탄성으로 설명될 수 있다.

### 비중

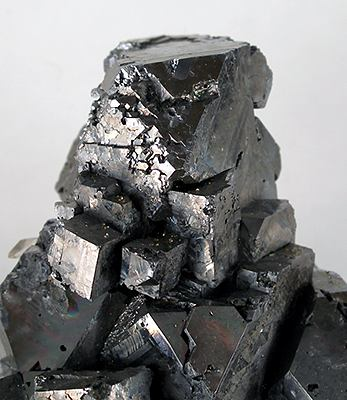
PbS인 방연석은 비중이 높은 광물이다.

비중은 광물의 밀도를 수치적으로 나타낸다. 밀도의 단위는 질량을 부피로 나눈 kg/m3 또는 g/cm3이다. 비중은 광물의 밀도를 4°C 물의 밀도로 나눈 값으로 정의되므로, 모든 단위 시스템에서 동일한 무차원량이다. 이는 시료의 질량을 공기 중 시료 무게와 물 속 시료 무게의 차이로 나누어 측정할 수 있다. 대부분의 광물에서 이 특성은 진단적이지 않다. 암석 형성 광물 – 일반적으로 규산염 또는 때때로 탄산염 – 의 비중은 2.5–3.5이다.
높은 비중은 광물의 진단 특성이다. 화학 조성(및 결과적으로 광물 종류)의 변화는 비중의 변화와 관련이 있다. 더 흔한 광물 중 산화물과 황화물은 원자량이 더 높은 원소를 포함하기 때문에 비중이 더 높은 경향이 있다. 일반화하자면, 금속성 또는 아다만틴 광택을 가진 광물은 비금속성 또는 칙칙한 광택을 가진 광물보다 비중이 더 높은 경향이 있다. 예를 들어, Fe2O3인 적철석의 비중은 5.26이며, PbS인 방연석의 비중은 7.2–7.6으로, 이는 각각 높은 철 및 납 함량의 결과이다. 매우 높은 비중은 천연 금속의 특징이다. 예를 들어, 철운석에서 흔히 볼 수 있는 철-니켈 합금인 카마사이트의 비중은 7.9이며, 금의 관찰된 비중은 15에서 19.3 사이다.

### 기타 특성

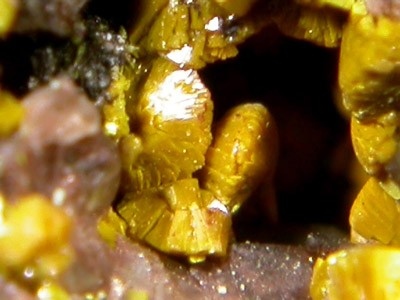
카르노타이트 (노란색)는 방사능 우라늄 함유 광물이다.

다른 속성들은 광물을 진단하는 데 사용될 수 있다. 이들은 덜 일반적이며 특정 광물에 적용된다.
묽은 염산 (종종 10% 염산)을 광물에 떨어뜨리면 탄산염과 다른 광물류를 구별하는 데 도움이 된다. 산은 탄산염 ([CO3]2−) 그룹과 반응하여 해당 부위가 발포하게 하여 이산화 탄소 가스를 방출한다. 이 테스트는 광물을 원래 결정 형태로 또는 분말 형태로 테스트하도록 추가로 확장될 수 있다. 이 테스트의 한 예는 방해석과 백운석을 구별할 때 수행된다(각각 석회암과 고회암 내에서). 방해석은 산에서 즉시 발포하는 반면, 백운석은 발포하기 위해 분말 형태(종종 암석의 긁힌 표면에)로 산을 적용해야 한다. 제올라이트 광물은 산에서 발포하지 않는다. 대신 5~10분 후에 서리가 끼고, 하루 동안 산에 두면 용해되거나 실리카 젤이 된다.
자기는 몇몇 광물의 매우 뚜렷한 특성이다. 흔한 광물 중에서는 자철석이 이 특성을 강하게 나타내며, 자황철광과 티탄철석에서도 이 특성이 존재하지만 강하지는 않다. 일부 광물은 전기적 특성을 나타내는데 – 예를 들어 석영은 압전기를 띠지만 – 불완전한 데이터와 자연적 변동성 때문에 전기적 특성은 광물의 진단 기준으로 거의 사용되지 않는다.
광물은 맛이나 냄새로도 테스트할 수 있다. 암염, NaCl은 식탁 소금이다. 칼륨을 함유한 대응물인 실바이트는 뚜렷한 쓴맛을 가진다. 황화물은 특히 시료가 파쇄되거나 반응하거나 분말화될 때 특징적인 냄새를 가진다.
방사능은 방사성 원소를 함유한 광물에서 발견되는 희귀한 특성이다. 방사성 원소는 우라니나이트, 오토나이트, 카르노타이트의 우라늄과 같이 정의 구성 성분일 수도 있고, 지르콘에서와 같이 미량 불순물로 존재할 수도 있다. 방사성 원소의 붕괴는 광물 결정 구조를 손상시켜 국부적으로 비정질 상태(준결정화 상태)로 만들며, 방사성 후광 또는 다색성 후광이라고 불리는 광학적 결과는 박편 페트로그래피와 같은 다양한 기술로 관찰할 수 있다.

## 분류

### 초기 분류
기원전 315년, 테오프라스토스는 자신의 논문인 "돌에 관하여"에서 광물 분류를 제시했다. 그의 분류는 스승인 플라톤과 아리스토텔레스의 사상에 영향을 받았다. 테오프라스토스는 광물을 돌, 흙, 금속으로 분류했다.
게오르기우스 아그리콜라가 1546년에 출판한 그의 저서 De Natura Fossilium에 실린 광물 분류는 광물을 단순한 물질(돌, 흙, 금속, 응고된 액체), 복합 물질(밀접하게 혼합된), 복합 물질(분리 가능한)의 세 가지 유형으로 나누었다.

### 린네
광물에 대한 초기 분류는 칼 폰 린네가 그의 중요한 1735년 저서 자연의 체계에서 제시했다. 그는 자연계를 식물, 동물, 광물의 세 가지 왕국으로 나누고 각각을 동일한 계층 구조로 분류했다. 내림차순으로는 문, 강, 목, 과, 족, 속, 종이었다. 그러나 그의 시스템은 찰스 다윈의 종 형성 이론에 의해 정당화되었고 다음 세기에 생물학자들에 의해 광범위하게 채택되고 확장되었지만(그들은 여전히 그의 그리스어 및 라틴어 기반의 이항명명법을 사용한다), 광물학자들 사이에서는 거의 성공을 거두지 못했다(각각의 독특한 광물은 여전히 공식적으로 광물종으로 불리지만).

### 현대 분류
광물은 일반화 정도가 증가하는 순서로 변종, 종, 계열, 그룹으로 분류된다. 기본 정의 수준은 광물 종이며, 각각은 고유한 화학적 및 물리적 특성으로 다른 종과 구별된다. 예를 들어, 석영은 화학식, SiO2로 정의되며, 동일한 화학식을 가진 다른 광물(동질이형체라고 함)과 구별되는 특정 결정 구조를 가진다. 두 광물 종 사이에 조성 범위가 존재할 때 광물 계열이 정의된다. 예를 들어, 흑운모 계열은 금운모, 철석류석, 안나이트, 동스토나이트의 최종 성분의 가변량으로 표현된다. 이와 대조적으로, 광물 그룹은 공통적인 화학적 특성을 공유하고 결정 구조를 공유하는 광물 종의 묶음이다. 휘석 그룹은 XY(Si,Al)2O6의 공통 공식을 가지며, X와 Y는 모두 양이온이고 X는 일반적으로 Y보다 더 크다. 휘석은 사방정계 또는 단사정계 결정계에서 결정화되는 단일 사슬 규산염이다. 마지막으로, 광물 변종은 색상 또는 결정 습성과 같은 일부 물리적 특성으로 다른 특정 유형의 광물 종이다. 예를 들어, 자수정은 석영의 보라색 변종이다.
광물에는 다나(Dana)와 슈트룬츠(Strunz)라는 두 가지 일반적인 분류법이 사용된다. 둘 다 조성, 특히 중요한 화학 그룹 및 구조에 의존한다. 당시 저명한 지질학자였던 제임스 드와이트 대너는 1837년에 그의 System of Mineralogy를 처음 출판했으며, 1997년 현재 8판에 이르렀다. 다나 분류는 광물 종에 4부분 숫자를 할당한다. 그 클래스 번호는 중요한 조성 그룹을 기반으로 하며, 유형은 광물 내 양이온 대 음이온의 비율을 나타내고, 마지막 두 숫자는 주어진 유형 또는 클래스 내에서 구조적 유사성으로 광물을 그룹화한다. 덜 일반적으로 사용되는 슈트룬츠 분류, 독일 광물학자 칼 후고 슈트룬츠의 이름을 따서 명명되었으며, 다나 시스템을 기반으로 하지만 화학적 및 구조적 기준을 결합하며, 후자는 화학 결합의 분포와 관련이 있다.
지구 지각의 조성은 규소와 산소에 의해 지배되므로, 규산염은 암석 형성 및 다양성 측면에서 단연코 가장 중요한 광물군이다. 그러나 비규산염 광물은 경제적으로 매우 중요하며, 특히 광석으로 중요하다. 비규산염 광물은 지배적인 화학적 특성에 따라 여러 다른 부류로 세분화되는데, 여기에는 원소 광물, 황화물, 할로젠화물, 산화물 및 수산화물, 탄산염 및 질산염, 붕산염, 황산염, 인산염 및 유기 화합물이 포함된다. 대부분의 비규산염 광물 종은 희귀하지만(지구 지각의 총 8%를 차지함), 일부는 상대적으로 흔하며, 예를 들어 방해석, 황철석, 자철석, 적철석 등이 있다. 비규산염에서는 밀집 충전 및 규산염과 유사한 연결된 사면체라는 두 가지 주요 구조 양식이 관찰된다. 최밀 충전 구조는 원자를 밀집하게 채우면서 틈새 공간을 최소화하는 방법이다. 육방 최밀 충전은 한 층 건너 한 층이 동일하게 쌓이는 것("ababab")을 포함하는 반면, 입방 최밀 충전은 세 층씩 쌓는 것("abcabcabc")을 포함한다. 연결된 실리카 사면체와 유사한 것에는 SO4−
4 (황산염), PO4−
4 (인산염), AsO4−
4 (비산염), 그리고 VO4−
4 (바나듐산염) 구조가 포함된다. 비규산염은 규산염 광물보다 원소를 더 많이 농축시키기 때문에 경제적으로 매우 중요하다.
광물 중 가장 큰 집단은 단연코 규산염 광물이다. 대부분의 암석은 95% 이상이 규산염 광물로 구성되어 있으며, 지구 지각의 90% 이상이 이 광물로 이루어져 있다. 규산염의 두 가지 주요 구성 요소는 규소와 산소이며, 이들은 지구 지각에서 가장 풍부한 두 원소이다. 규산염 광물에 흔히 포함되는 다른 원소들은 알루미늄, 마그네슘, 철, 칼슘, 나트륨, 칼륨과 같이 지구 지각에 흔히 존재하는 다른 원소들에 해당한다. 중요한 암석 형성 규산염으로는 장석, 석영, 감람석, 휘석, 각섬석, 석류석, 운모 등이 있다.

### 규산염

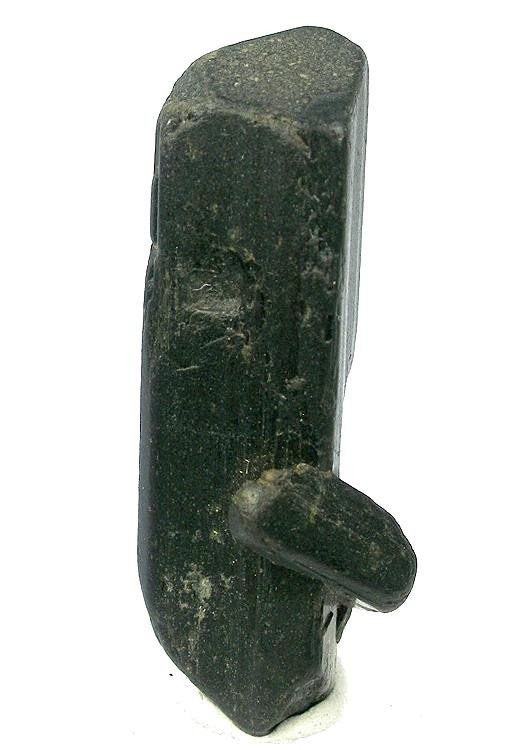
에지린은 철-나트륨 클리노피록신으로, 이노실리케이트 아군에 속한다.

규산염 광물의 기본 단위는 [SiO4]4− 사면체이다. 대다수의 경우, 규소는 산소와 사중 또는 사면체 배위를 이룬다. 매우 높은 압력 상황에서는 페로브스카이트 구조나 석영 동질이형체인 스티쇼바이트 (SiO2)와 같이 규소가 육중 또는 팔면체 배위를 이룬다. 후자의 경우, 광물은 더 이상 규산염 구조를 가지지 않고 금홍석 (TiO2) 및 관련 그룹의 구조를 가지며, 이는 단순 산화물이다. 이 실리카 사면체는 그 다음 어느 정도 중합되어 1차원 사슬, 2차원 시트, 3차원 골격과 같은 다양한 구조를 생성한다. 사면체의 중합이 전혀 발생하지 않은 기본 규산염 광물은 기본 4- 전하를 상쇄하기 위해 다른 원소를 필요로 한다. 다른 규산염 구조에서는 결과적인 음전하를 상쇄하기 위해 다른 원소 조합이 필요하다. 이온 반경과 전하가 유사하기 때문에 Si4+가 Al3+로 치환되는 것이 흔하다. 이러한 경우 [AlO4]5− 사면체는 치환되지 않은 사면체와 동일한 구조를 형성하지만, 전하 균형 요구 사항은 다르다.
중합도는 형성된 구조와 공유되는 사면체 모서리(또는 사면체 위치의 알루미늄 및 규소에 대한 배위 산소)의 수로 설명할 수 있다.
정규 규산염 (또는 네소 규산염)다면체가 연결되지 않아 사면체가 모서리를 공유하지 않는다.
이규산염 (또는 소로 규산염)하나의 산소 원자를 공유하는 두 개의 사면체를 가진다.
이노규산염은 사슬 규산염이다단일 사슬 규산염은 두 개의 공유 모서리를 가지는 반면, 이중 사슬 규산염은 두세 개의 공유 모서리를 가진다.
필로규산염세 개의 공유 산소를 필요로 하는 층상 구조를 가진다. 이중 사슬 규산염의 경우, 일부 사면체는 세 개 대신 두 개의 모서리를 공유해야 한다. 그렇지 않으면 층상 구조가 된다.
골격 규산염 (또는 텍토 규산염)네 개의 모서리를 모두 공유하는 사면체를 가진다.
고리 규산염 (또는 사이클로 규산염)순환 구조를 형성하기 위해 사면체가 두 개의 모서리만 공유하면 된다.
규산염 하위 분류는 중합도 감소 순서로 아래에 설명되어 있다.

#### 테크토규산염

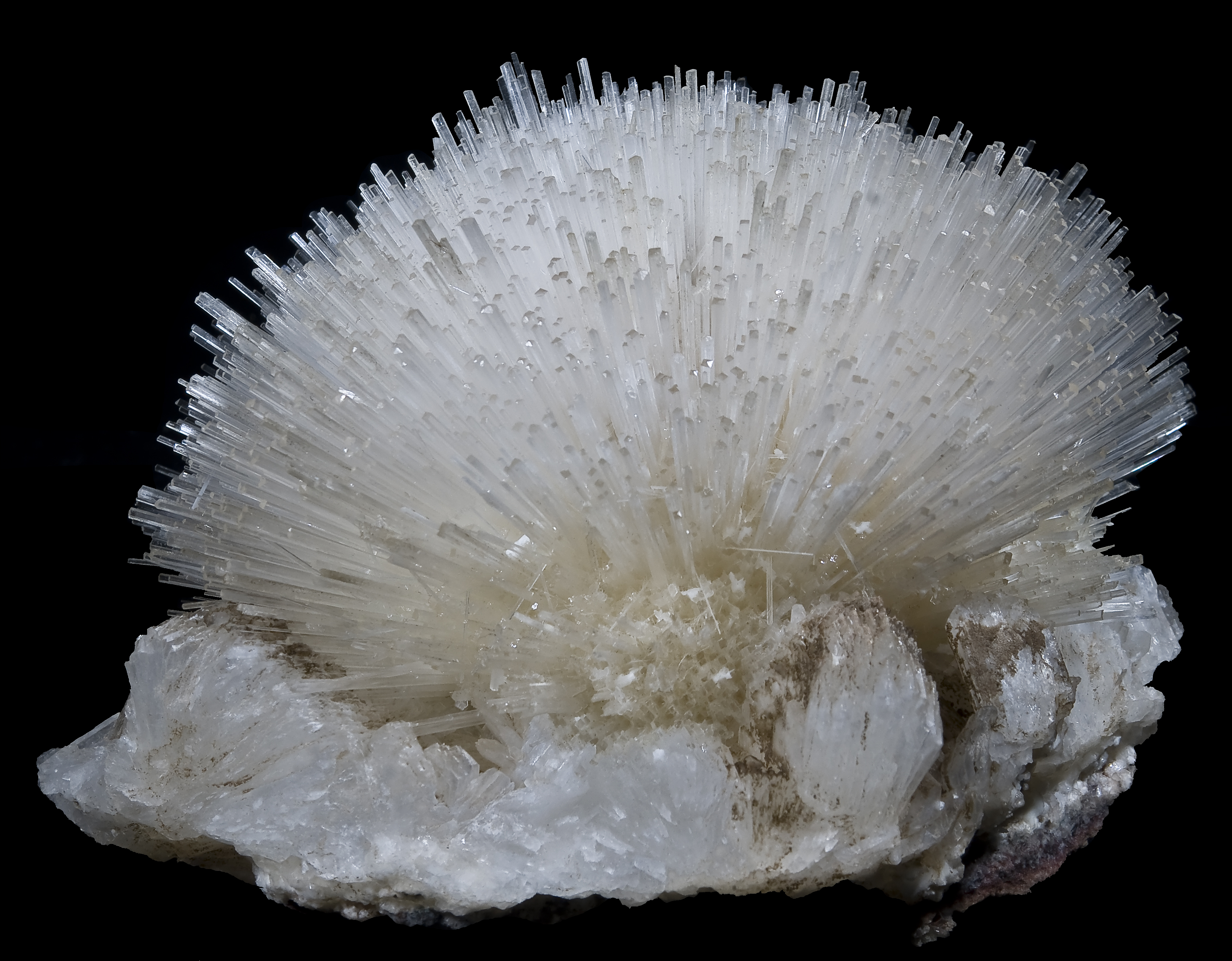
나트롤라이트는 제올라이트 그룹의 광물 계열이다. 이 표본은 매우 뚜렷한 침상 결정 습성을 가지고 있다.

테크토규산염은 골격 규산염이라고도 불리며, 가장 높은 중합도를 가진다. 사면체의 모든 모서리가 공유될 때, 규소:산소 비율은 1:2가 된다. 예로는 석영, 장석류, 준장석류, 제올라이트류가 있다. 골격 규산염은 강한 공유 결합으로 인해 특히 화학적으로 안정하는 경향이 있다.
지구 지각의 12%를 차지하는 석영 (SiO2)은 가장 풍부한 광물 종이다. 높은 화학적 및 물리적 저항성을 특징으로 한다. 석영은 고온의 인규석 및 크리스토발라이트, 고압의 코에사이트, 초고압의 스티쇼바이트를 포함한 여러 동질이형체를 가진다. 후자의 광물은 지구상에서 운석 충돌로만 형성될 수 있으며, 그 구조는 규산염 구조에서 금홍석 (TiO2) 구조로 변할 정도로 압축되었다. 지구 표면에서 가장 안정한 실리카 다형체는 α-석영이다. 그 대응물인 β-석영은 고온 및 고압에서만 존재한다 (1bar에서 573°C 이하에서 α-석영으로 변한다). 이 두 다형체는 결합의 "꺽임"에서 차이가 있다. 이 구조 변화는 β-석영에 α-석영보다 더 큰 대칭성을 부여하며, 따라서 고석영 (β) 및 저석영 (α)이라고도 불린다.
장석은 지구 지각에서 약 50%를 차지하는 가장 풍부한 그룹이다. 장석에서는 Al3+가 Si4+를 치환하여 전하 불균형을 일으키고, 이는 양이온 추가로 상쇄되어야 한다. 기본 구조는 [AlSi3O8]− 또는 [Al2Si2O8]2−가 된다. 장석에는 22가지 광물 종이 있으며, 크게 알칼리 장석과 사장석 두 가지 주요 아군과 두 가지 덜 흔한 그룹인 셀시안과 바나르스파이트로 세분된다. 알칼리 장석은 가장 흔하게 칼륨이 풍부한 정장석과 나트륨이 풍부한 조장석 사이의 계열로 존재한다. 사장석의 경우, 가장 흔한 계열은 조장석에서 칼슘이 풍부한 회장석까지 다양하다. 결정 쌍정은 장석에서 흔히 나타나며, 특히 사장석의 다합성 쌍정과 알칼리 장석의 칼스바드 쌍정이 그렇다. 후자의 아군이 용융액에서 천천히 냉각되면, 두 구성 요소인 정장석과 조장석이 고용체 상태에서 불안정하기 때문에 용리 라멜라를 형성한다. 용리는 현미경에서부터 육안으로 쉽게 관찰될 수 있는 규모까지 다양하다. 퍼타이트 조직은 Na-풍부 장석이 K-풍부 모암에서 용리될 때 형성된다. 반대되는 조직(안티퍼타이트)은 K-풍부 장석이 Na-풍부 모암에서 용리될 때 형성되는데, 이는 매우 드물다.
준장석은 구조적으로 장석과 유사하지만, Si가 부족한 조건에서 형성되어 Al3+에 의한 추가 치환이 가능하다는 점에서 다르다. 그 결과, 준장석은 석영과 함께 거의 발견되지 않는다. 준장석의 일반적인 예는 네펠린 ((Na, K)AlSiO4)이다. 알칼리 장석과 비교할 때, 네펠린은 Al2O3:SiO2 비율이 1:2인 반면, 알칼리 장석은 1:6이다. 제올라이트는 종종 바늘 모양, 판 모양 또는 덩어리 모양으로 나타나는 독특한 결정 습성을 가진다. 이들은 낮은 온도와 압력에서 물의 존재 하에 형성되며, 구조 내에 채널과 빈 공간을 가진다. 제올라이트는 특히 폐수 처리에서 여러 산업 응용 분야를 가진다.

#### 필로규산염

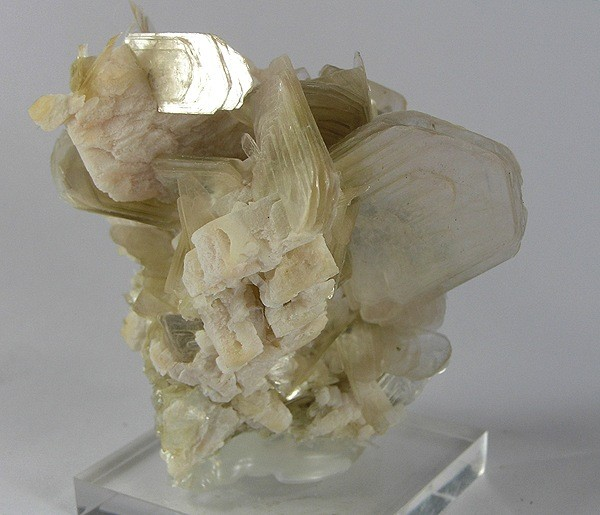
백운모는 운모 그룹에 속하는 광물 종으로, 엽상 규산염 하위 분류에 속한다.

필로규산염은 중합된 사면체 층으로 구성된다. 이들은 세 개의 산소 위치에서 결합되어 규소:산소 비율이 2:5라는 특징을 가진다. 중요한 예시로는 운모, 녹니석, 고령석-사문석 그룹이 있다. 사면체 외에도, 필로규산염은 음전하를 띠는 기본 사면체(예: [Si4O10]4−)의 균형을 맞추는 팔면체 층(산소에 의해 육중 배위된 원소)을 가진다. 이 사면체(T) 및 팔면체(O) 층은 다양한 조합으로 쌓여 필로규산염 층을 형성한다. 팔면체 층 내에는 단위 구조에 세 개의 팔면체 위치가 있지만, 모든 위치가 채워지지 않을 수도 있다. 이 경우 광물은 이팔면체라고 불리며, 다른 경우에는 삼팔면체라고 불린다. 층들은 반데르발스 힘, 수소 결합 또는 희박한 이온 결합에 의해 약하게 결합되어 있어 결정학적 약점을 유발하며, 이는 필로규산염에서 뚜렷한 기저 벽개로 이어진다.
고령석-사문석 그룹은 T-O 스택(1:1 점토 광물)으로 구성되며, 수소 결합으로 층이 결합되어 경도가 2에서 4 범위이다. 2:1 점토 광물(파이로필라이트-활석)은 T-O-T 스택으로 구성되지만, 반데르발스 힘으로 결합되어 있어 더 부드럽다(경도 1에서 2). 이 두 광물 그룹은 팔면체 점유율에 따라 하위 그룹으로 나뉜다. 특히 고령석과 파이로필라이트는 이팔면체인 반면, 사문석과 활석은 삼팔면체이다.
운모는 T-O-T 적층형 엽상 규산염이지만, 알루미늄을 사면체 판에 포함한다는 점에서 다른 T-O-T 및 T-O 적층형 하위 분류 구성원과 다르다(점토 광물은 팔면체 자리에 Al3+를 가진다). 운모의 일반적인 예로는 백운모와 흑운모 계열이 있다. 운모 T-O-T 층은 금속 이온에 의해 결합되어 다른 엽상 규산염 광물보다 경도가 높지만, 완벽한 기저 벽개를 유지한다. 녹니석 그룹은 운모 그룹과 관련이 있지만, T-O-T 적층 사이에 브루사이트 유사 (Mg(OH)2) 층이 존재한다.
엽상 규산염은 화학 구조로 인해 일반적으로 유연하고 탄성적이며 투명한 층을 가지고 있으며, 전기 절연체이고 매우 얇은 조각으로 분리될 수 있다. 운모는 전자 제품의 절연체, 건설, 광학 충전재 또는 심지어 화장품에도 사용될 수 있다. 사문석의 일종인 백석면은 산업용 석면에서 가장 흔한 광물 종인데, 각섬석 석면보다 건강 측면에서 덜 위험하기 때문이다.

#### 이노규산염

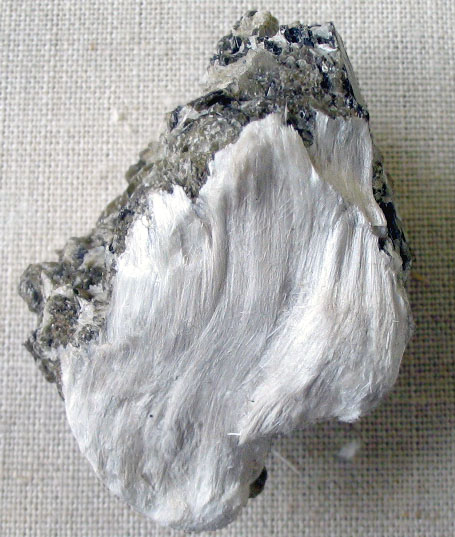
각섬석 아군에 속하는 투섬석의 석면형 결정

이노규산염은 사슬 형태로 반복적으로 결합된 사면체로 구성된다. 이 사슬은 단일 사슬일 수 있으며, 이 경우 사면체는 두 개의 다른 사면체에 결합되어 연속적인 사슬을 형성한다. 또는 두 개의 사슬이 병합되어 이중 사슬 규산염을 생성할 수 있다. 단일 사슬 규산염은 규소:산소 비율이 1:3(예: [Si2O6]4−)인 반면, 이중 사슬 규산염은 4:11(예: [Si8O22]12−)의 비율을 가진다. 이노규산염은 두 가지 중요한 암석 형성 광물 그룹을 포함한다. 단일 사슬 규산염은 가장 흔하게 휘석이며, 이중 사슬 규산염은 종종 각섬석이다. 더 고차원의 사슬(예: 삼중, 사중, 오중 사슬 등)도 존재하지만, 드물다.
휘석 그룹은 21종의 광물 종으로 구성된다. 휘석은 일반적인 구조식 XY(Si2O6)를 가지며, 여기서 X는 팔면체 자리이고, Y는 배위수가 6에서 8까지 다양할 수 있다. 대부분의 휘석 변종은 뼈대의 음전하를 상쇄하기 위해 Ca2+, Fe2+, Mg2+의 치환으로 구성된다. 휘석은 지구 지각에서 흔하며(약 10%), 고철질 화성암의 주요 구성 요소이다.
각섬석은 화학적 변동성이 커서 "광물학적 쓰레기통" 또는 "원소의 바다를 헤엄치는 광물학적 상어"로 다양하게 묘사된다. 각섬석의 기본 구조는 [Si8O22]12−이며, 세 가지 가능한 위치의 양이온에 의해 균형이 맞춰지지만, 세 번째 위치는 항상 사용되지 않으며, 하나의 원소가 나머지 두 위치를 모두 차지할 수도 있다. 마지막으로, 각섬석은 일반적으로 수화되어 있다. 즉, 수산화기([OH]−)를 가지지만, 이는 불소, 염소 또는 산화물 이온으로 대체될 수 있다. 화학적 변동성 때문에 80종 이상의 각섬석이 존재하지만, 휘석에서처럼 대부분의 변종은 Ca2+, Fe2+, Mg2+의 혼합을 포함한다. 여러 각섬석 광물 종은 석면형 결정 습성을 가질 수 있다. 이 석면 광물은 길고 얇고 유연하며 강한 섬유를 형성하는데, 이는 전기 절연체이며 화학적으로 불활성이고 내열성이다. 따라서 건설 자재를 비롯한 여러 응용 분야에서 사용된다. 그러나 석면은 알려진 발암 물질이며, 석면폐와 같은 다양한 질병을 유발한다. 각섬석 석면(안토필라이트, 투섬석, 액티노라이트, 그루네라이트, 리베카이트)은 백석면 사문석 석면보다 더 위험하다고 간주된다.

#### 사이클로규산염

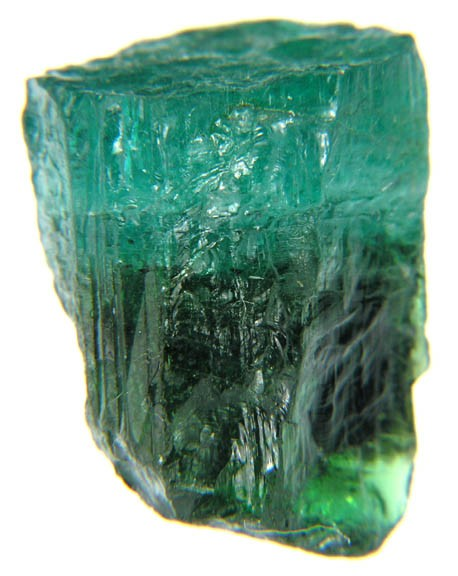
뚜렷한 색상 띠를 가진 엘바이트(전기석의 한 종)의 예.

사이클로규산염, 또는 고리 규산염은 규소 대 산소의 비율이 1:3이다. 육각 고리가 가장 흔하며, 기본 구조는 [Si6O18]12−이다. 예로는 전기석 그룹과 녹주석이 있다. 3, 4, 8, 9, 12와 같은 다른 고리 구조도 존재하며 설명되어 왔다. 사이클로규산염은 일반적으로 강하고 길쭉하며 줄무늬가 있는 결정을 형성하는 경향이 있다.
전기석은 매우 복잡한 화학 조성을 가지며, 일반식 XY3Z6(BO3)3T6O18V3W로 설명할 수 있다. T6O18은 기본 고리 구조이며, T는 일반적으로 Si4+이지만 Al3+ 또는 B3+로 치환될 수 있다. 전기석은 X 위치의 점유율에 따라 하위 그룹으로 나뉘며, 그 다음 W 위치의 화학 조성에 따라 더 세분화된다. Y 및 Z 위치는 다양한 양이온, 특히 다양한 전이 금속을 수용할 수 있다. 구조적 전이 금속 함량의 이러한 가변성은 전기석 그룹의 색상 다양성을 증가시킨다. 다른 사이클로규산염으로는 녹주석, Al2Be3Si6O18이 있으며, 그 변종에는 보석 에메랄드(녹색) 및 아쿠아마린(푸른색)이 있다. 코디어라이트는 녹주석과 구조적으로 유사하며, 일반적인 변성 광물이다.

#### 소로규산염

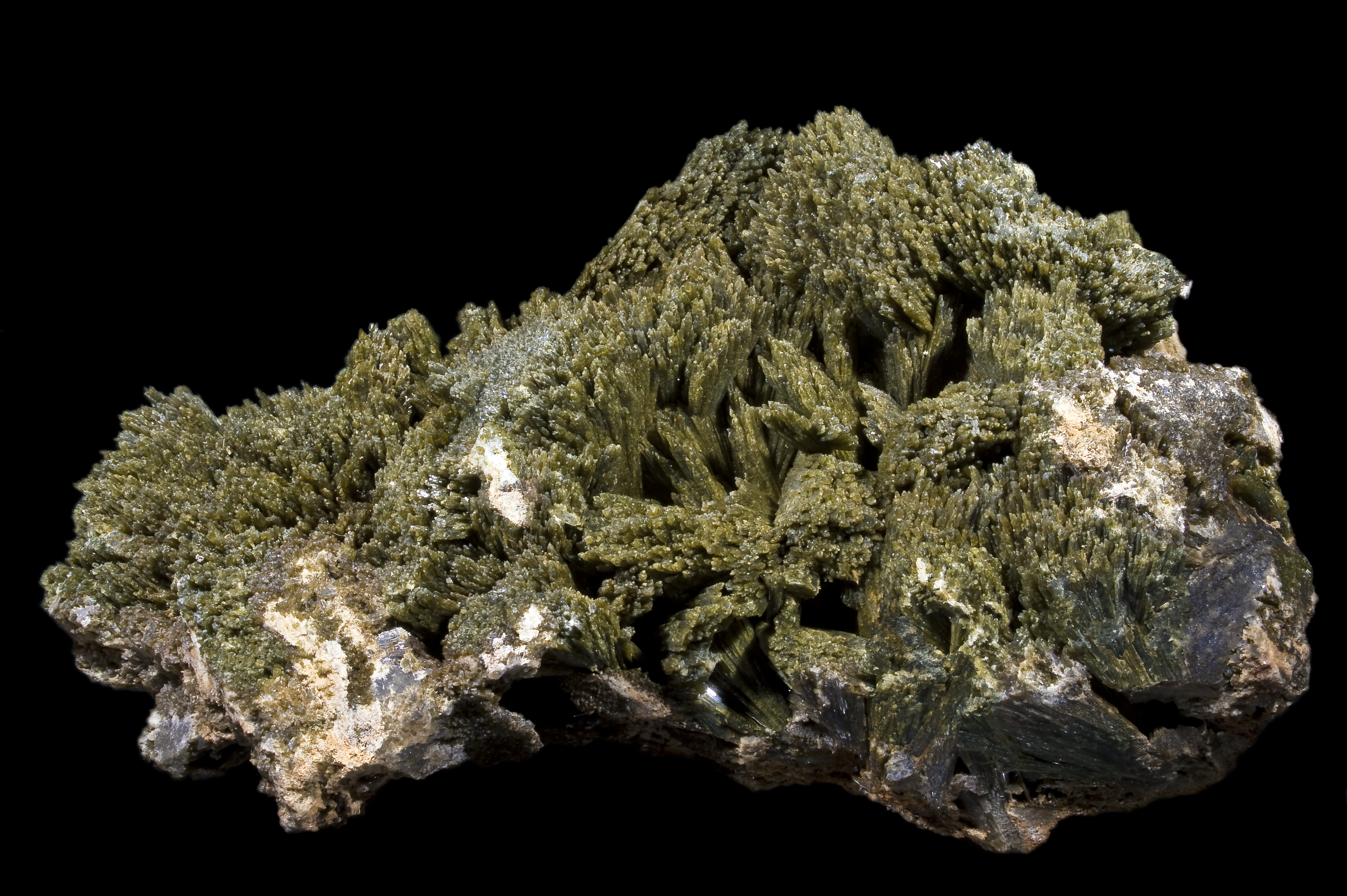
녹렴석은 종종 특징적인 피스타치오 녹색을 띠는 경우가 많다.

소로규산염은 이규산염이라고도 불리며, 사면체와 사면체가 하나의 산소에서 결합하여 규소 대 산소 비율이 2:7이 된다. 결과적인 공통 구조 요소는 [Si2O7]6− 그룹이다. 가장 흔한 이규산염은 단연코 녹렴석 그룹의 구성원들이다. 녹렴석은 해저 중앙 해령에서 화강암, 변성진흙암에 이르는 다양한 지질 환경에서 발견된다. 녹렴석은 구조 [(SiO4)(Si2O7)]10−를 기반으로 형성된다. 예를 들어, 광물종 녹렴석은 칼슘, 알루미늄, 제이철 철을 포함하여 전하 균형을 이룬다: Ca2Al2(Fe3+, Al)(SiO4)(Si2O7)O(OH). Fe3+ 및 Fe2+ 형태의 철 존재는 산소 퓨가시티를 조절하는 데 도움이 되며, 이는 암석 생성에 중요한 요소이다.
소로실리케이트의 다른 예로는 로손아이트, 청편암 상(저온 고압의 섭입대 환경)에서 형성되는 변성 광물, 그리고 화학 구조에 상당량의 칼슘을 포함하는 베수비아나이트가 있다.

#### 정규 규산염

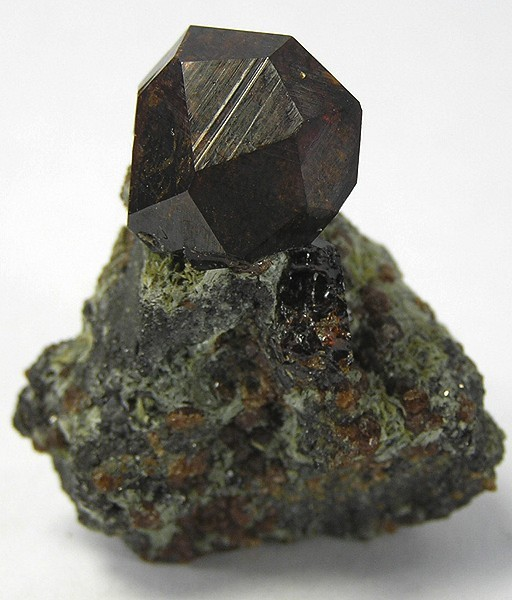
정규 규산염인 석류석 그룹의 종단 성분인 흑색 안드라다이트.

정규 규산염은 다른 양이온에 의해 전하 균형을 이루는 고립된 사면체로 구성된다. 네소규산염이라고도 불리는 이 유형의 규산염은 규소:산소 비율이 1:4 (예: SiO4)이다. 전형적인 정규 규산염은 덩어리진 등축 결정을 형성하는 경향이 있으며, 상당히 단단하다. 여러 암석 형성 광물이 이 하위 분류에 속하며, 알루미노실리케이트, 감람석 그룹, 석류석 그룹 등이 있다.
알루미노실리케이트 – 남정석, 홍주석, 규선석, 모두 Al2SiO5 –는 구조적으로 하나의 [SiO4]4− 사면체와 팔면체 배위를 하는 하나의 Al3+로 구성된다. 나머지 Al3+는 육중 배위(남정석), 오중 배위(홍주석) 또는 사중 배위(규선석)를 할 수 있으며, 주어진 환경에서 어떤 광물이 형성되는지는 압력과 온도 조건에 따라 달라진다. 감람석 구조에서 주요 감람석 계열인 (Mg, Fe)2SiO4는 마그네슘이 풍부한 포스터라이트와 철이 풍부한 파얄라이트로 구성된다. 철과 마그네슘은 모두 산소에 의해 팔면체 배위를 한다. 이 구조를 가진 다른 광물 종도 존재하며, 예를 들어 테프로이트, Mn2SiO4가 있다. 석류석 그룹은 일반식 X3Y2(SiO4)3를 가지며, 여기서 X는 큰 팔중 배위 양이온이고, Y는 작은 육중 배위 양이온이다. 석류석에는 여섯 가지 이상적인 최종 구성원이 있으며, 두 그룹으로 나뉜다. 피랄스파이트 석류석은 Y 위치에 Al3+를 가진다: 피로프 (Mg3Al2(SiO4)3), 알만딘 (Fe3Al2(SiO4)3), 스페사르틴 (Mn3Al2(SiO4)3). 우그란다이트 석류석은 X 위치에 Ca2+를 가진다: 우바로바이트 (Ca3Cr2(SiO4)3), 그로슐라 (Ca3Al2(SiO4)3), 안드라다이트 (Ca3Fe2(SiO4)3). 석류석에는 두 가지 하위 그룹이 있지만, 여섯 최종 구성원 모두 사이에 고용체가 존재한다.
다른 정규 규산염에는 지르콘, 십자석, 황옥이 있다. 지르콘 (ZrSiO4)은 U6+가 Zr4+를 대체할 수 있어 지질 연대 측정에 유용하다. 또한, 매우 강한 구조 때문에 연대계를 재설정하기 어렵다. 십자석은 흔한 변성 중급 지시 광물이다. 특히 복잡한 결정 구조를 가지고 있으며, 1986년에야 완전히 설명되었다. 전기석과 관련하여 화강암 페그마타이트에서 흔히 발견되는 황옥 (Al2SiO4(F, OH)2)은 흔한 보석 광물이다.

### 비규산염

#### 원소 광물

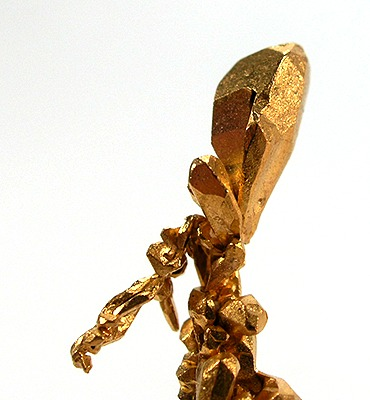
자연 금. 베네수엘라에서 발견된, 중심 줄기에서 자라는 단단한 결정의 희귀 표본, 크기 3.7 x 1.1 x 0.4 cm.

원소 광물은 다른 원소와 화학적으로 결합되지 않은 광물이다. 이 광물군은 천연 금속, 준금속, 비금속 및 다양한 합금과 고용체를 포함한다. 금속은 금속 결합에 의해 함께 유지되며, 이는 빛나는 금속 광택, 연성 및 가단성, 전기 전도성과 같은 독특한 물리적 특성을 부여한다. 원소 광물은 구조 또는 화학적 특성에 따라 그룹으로 세분된다.
입방 최밀 충전 구조를 가진 금 그룹에는 금, 은, 구리 같은 금속이 포함된다. 백금 그룹은 금 그룹과 구조적으로 유사하다. 철-니켈 그룹은 여러 철-니켈 합금종으로 특징지어진다. 두 가지 예는 철운석에서 발견되는 카마사이트와 태나이트이다. 이 종들은 합금 내 니켈 함량에 따라 다르다. 카마사이트는 니켈 함량이 5-7% 미만이며 자연철의 한 종류인 반면, 태나이트의 니켈 함량은 7-37% 범위이다. 비소 그룹 광물은 일부 금속적 특성만을 가진 준금속으로 구성된다. 예를 들어, 금속의 가단성이 부족하다. 자연 탄소는 흑연과 다이아몬드 두 가지 동질이형체로 존재한다. 후자는 맨틀에서 매우 높은 압력에서 형성되어 흑연보다 훨씬 강한 구조를 가진다.

#### 황화물

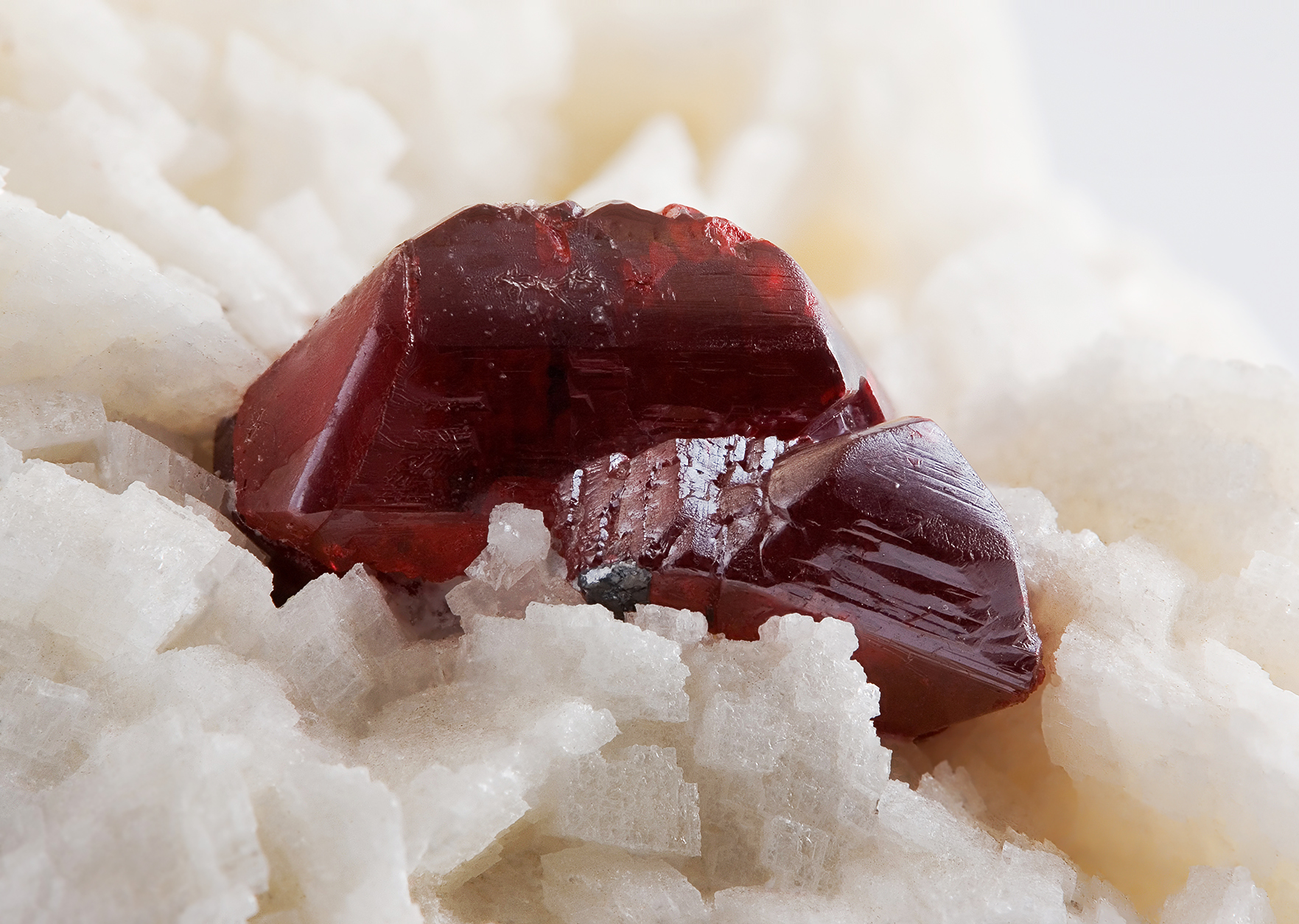
돌로마이트 위에 붉은 진사 (HgS), 수은 광석.

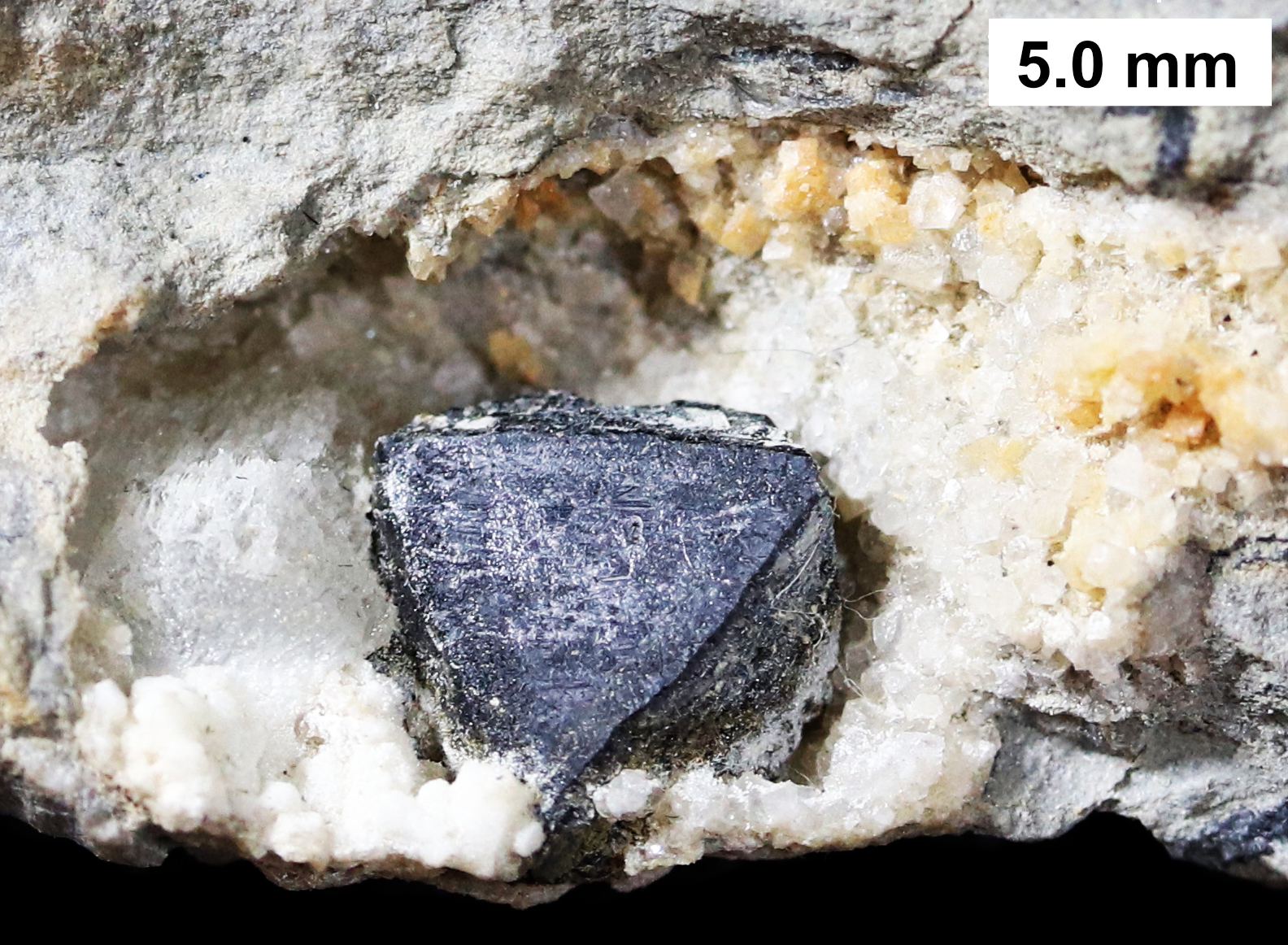
위스콘신주 데본기 밀워키 지층에서 발견된 부분적으로 방해석에 싸여있는 섬아연석 결정

황화 광물은 하나 이상의 금속 또는 준금속이 칼코젠 또는 프니토젠과 화학적으로 결합된 화합물로, 황이 가장 흔하다. 텔루르, 비소 또는 셀레늄이 황을 대체할 수 있다. 황화물은 부드럽고 부서지기 쉬운 광물로 비중이 높다. 황철석과 같은 많은 분말 황화물은 분쇄 시 황 냄새가 난다. 황화물은 풍화에 취약하며, 많은 황화물이 물에 쉽게 용해된다. 이러한 용해된 광물은 나중에 재퇴적되어 풍부한 2차 광석 매장지를 형성할 수 있다. 황화물은 금속 또는 준금속과 황의 비율에 따라 분류되며, 예를 들어 M:S가 2:1 또는 1:1인 경우이다. 많은 황화 광물은 금속 광석으로 경제적으로 중요하며, 예로는 아연 광석인 섬아연석 (ZnS), 납 광석인 방연석 (PbS), 수은 광석인 진사 (HgS), 몰리브데넘 광석인 휘수연광 (MoS2) 등이 있다. 황철석 (FeS2)은 가장 흔히 발생하는 황화물이며, 대부분의 지질 환경에서 발견될 수 있다. 그러나 황철석은 철 광석이 아니며, 대신 산화되어 황산을 생성할 수 있다. 황화물과 관련된 희귀한 황염은 금속 원소가 황 및 안티모니, 비소, 비스무트와 같은 준금속에 결합된 것이다. 황화물과 마찬가지로, 황염은 일반적으로 부드럽고 무거우며 부서지기 쉬운 광물이다.

#### 산화물
산화 광물은 단순 산화물, 수산화물, 복합 산화물의 세 가지 범주로 나뉜다. 단순 산화물은 O2−를 주요 음이온으로 하고 주로 이온 결합을 특징으로 한다. 산소 대 양이온의 비율에 따라 추가로 세분화할 수 있다. 페리클레이스 그룹은 1:1 비율의 광물로 구성된다. 2:1 비율의 산화물에는 적동석 (Cu2O)과 얼음이 포함된다. 강옥 그룹 광물은 2:3 비율을 가지며, 강옥 (Al2O3) 및 적철석 (Fe2O3)과 같은 광물을 포함한다. 금홍석 그룹 광물은 1:2 비율을 가지며, 이름의 유래가 된 종인 금홍석 (TiO2)은 티타늄의 주요 광석이다. 다른 예로는 석석 (SnO2; 주석 (원소) 광석) 및 연망간광 (MnO2; 망가니즈 광석)이 있다. 수산화물에서는 수산화 이온, OH−가 지배적인 음이온이다. 보크사이트는 주요 알루미늄 광석이며, 수산화물 광물인 다이아스포어, 깁사이트, 보에마이트의 불균질한 혼합물이다. 이들은 화학적 풍화율이 매우 높은 지역(주로 열대 조건)에서 형성된다. 마지막으로, 복합 산화물은 두 금속과 산소의 화합물이다. 이 분류의 주요 그룹은 첨정석 그룹으로, 일반식 X2+Y3+2O4를 가진다. 종의 예로는 첨정석 (MgAl2O4), 크로마이트 (FeCr2O4), 자철석 (Fe3O4)이 있다. 후자는 강한 자성으로 쉽게 구별되는데, 이는 두 가지 산화수 (Fe2+Fe3+2O4)를 가진 철을 포함하여 단일 산화물이 아닌 복합 산화물이 되기 때문이다.

#### 할로젠화물

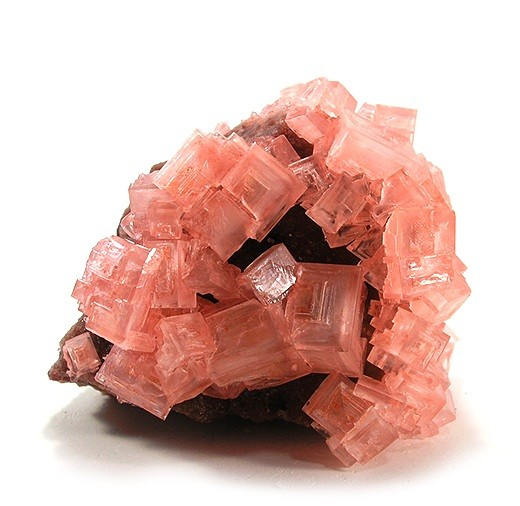
탄산염이자 베이킹 소다로 사용되는 중탄산 나트륨의 광물 형태인 나콜라이트 기질 위에 분홍색 입방 암염 (NaCl; 할로젠화물 등급) 결정.

할로젠 광물은 할로젠(플루오린, 염소, 요오드, 브로민)이 주된 음이온인 화합물이다. 이 광물들은 부드럽고 약하며 부서지기 쉽고 물에 용해되는 경향이 있다. 할로젠화물의 일반적인 예로는 암염 (NaCl, 식탁 소금), 실바이트 (KCl), 형석 (CaF2)이 있다. 암염과 실바이트는 일반적으로 증발암으로 형성되며, 화학적 퇴적암에서 지배적인 광물이 될 수 있다. 빙정석, Na3AlF6은 보크사이트에서 알루미늄을 추출하는 데 중요한 광물이지만, 그린란드 이비투트에서 유일하게 중요한 산출지가 고갈됨에 따라 형석으로 합성 빙정석을 만들 수 있다.

#### 탄산염
탄산염 광물은 주된 음이온기가 탄산염인 [CO3]2−인 광물이다. 탄산염은 부서지기 쉬운 경향이 있으며, 많은 광물이 능면체 벽개를 가지고 있고, 모두 산과 반응한다. 마지막 특성 때문에 현장 지질학자들은 종종 탄산염과 비탄산염을 구별하기 위해 묽은 염산을 휴대한다. 산과 탄산염(가장 흔하게 동질이형체 방해석과 아라고나이트 (CaCO3)로 발견됨)의 반응은 광물의 용해 및 침전과 관련이 있으며, 이는 석회암 동굴, 종유석 및 석순과 같은 동굴 내 특징, 카르스트 지형의 형성에 핵심적인 역할을 한다. 탄산염은 대부분 해양 환경에서 생물학적 또는 화학적 퇴적물로 형성된다. 탄산염 그룹은 구조적으로 삼각형이며, 중심 C4+ 양이온이 세 개의 O2− 음이온에 둘러싸여 있다. 이러한 삼각형의 다른 배열에서 다른 광물 그룹이 형성된다. 가장 흔한 탄산염 광물은 방해석이며, 이는 퇴적 석회암과 변성 대리암의 주요 구성 성분이다. 방해석, CaCO3는 칼슘 대신 마그네슘이 상당한 비율을 차지할 수 있다. 고마그네슘 조건에서는 그 동질이형체인 아라고나이트가 대신 형성될 것이다. 이와 관련하여 해양 지구화학은 어떤 광물이 우선적으로 형성되는지에 따라 아라고나이트 또는 방해석 해로 설명될 수 있다. 백운석은 CaMg(CO3)2의 화학식을 가진 이중 탄산염이다. 석회암의 2차 백운석화는 흔하며, 방해석 또는 아라고나이트가 백운석으로 전환된다. 이 반응은 공극 공간을 증가시키며(백운석의 단위 세포 부피는 방해석의 88%), 이는 석유 및 가스의 저장고를 형성할 수 있다. 이 두 광물 종은 동명의 광물 그룹에 속한다. 방해석 그룹에는 일반식 XCO3를 가진 탄산염이 포함되고, 백운석 그룹은 일반식 XY(CO3)2를 가진 광물을 구성한다.

#### 황산염

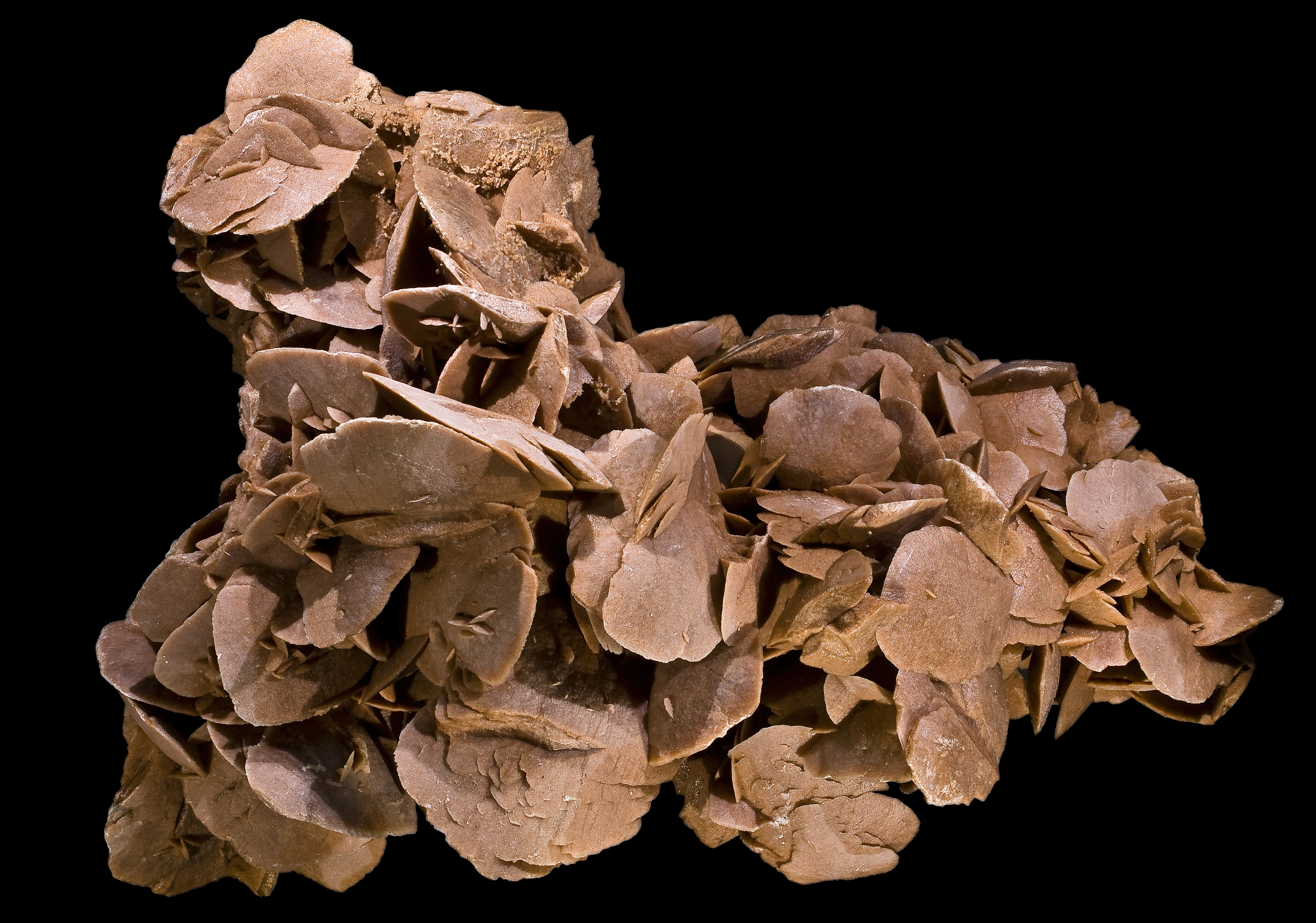
석고 사막 장미

황산염 광물은 모두 황산 음이온 [SO4]2−를 포함한다. 이들은 투명에서 반투명하고 부드러우며 많은 수가 깨지기 쉽다. 황산염 광물은 흔히 증발암으로 형성되며, 염분 농도가 높은 물이 증발하면서 침전된다. 황산염은 또한 황화물과 관련된 열수 광맥계에서도 발견되거나, 황화물의 산화 생성물로도 발견될 수 있다. 황산염은 무수 광물과 함수 광물로 세분될 수 있다. 가장 흔한 함수 황산염은 단연코 석고, CaSO4⋅2H2O이다. 석고는 증발암으로 형성되며, 방해석, 암염과 같은 다른 증발암과 관련되어 있다. 결정화될 때 모래 알갱이를 포함하면 사막의 장미를 형성할 수 있다. 석고는 열전도율이 매우 낮고 탈수되면서 열을 잃기 때문에 가열될 때 낮은 온도를 유지한다. 따라서 석고는 석고 보드 및 건식 벽체와 같은 재료의 단열재로 사용된다. 석고의 무수 등가물은 경석고이다. 경석고는 매우 건조한 조건에서 해수에서 직접 형성될 수 있다. 중정석 그룹은 일반식 XSO4를 가지며, 여기서 X는 큰 12중 배위 양이온이다. 예로는 중정석 (BaSO4), 천청석 (SrSO4), 앵글사이트 (PbSO4)가 있다. 경석고는 중정석 그룹에 속하지 않는데, 더 작은 Ca2+는 팔중 배위만 하기 때문이다.

#### 인산염
인산염 광물은 사면체 [PO4]3− 단위를 특징으로 하지만, 구조는 일반화될 수 있으며 인은 안티모니, 비소 또는 바나듐으로 대체된다. 가장 흔한 인산염은 인회석 그룹이다. 이 그룹의 흔한 종은 불소인회석 (Ca5(PO4)3F), 염소인회석 (Ca5(PO4)3Cl), 수산화인회석 (Ca5(PO4)3(OH))이다. 이 그룹의 광물은 척추동물의 치아와 뼈의 주요 결정질 구성 성분이다. 비교적 풍부한 모나자이트 그룹은 일반 구조 ATO4를 가지며, 여기서 T는 인 또는 비소이고, A는 종종 희토류 원소 (REE)이다. 모나자이트는 두 가지 방식으로 중요하다. 첫째, REE "싱크"로서 이 원소들을 충분히 농축시켜 광석이 될 수 있다. 둘째, 모나자이트 그룹 원소는 상대적으로 많은 양의 우라늄과 토륨을 포함할 수 있으며, 이는 U와 Th의 납으로의 붕괴를 기반으로 암석의 연대를 측정하는 데 모나자이트 연대 측정에 사용될 수 있다.

#### 유기 광물
슈트룬츠 분류에는 유기 광물에 대한 분류가 포함된다. 이 희귀한 화합물은 유기 화합물 탄소를 포함하지만 지질학적 과정을 통해 형성될 수 있다. 예를 들어, 휘웰라이트 CaC2O4⋅H2O는 열수 광석 광맥에 침전될 수 있는 옥살산염이다. 수화된 옥살산 칼슘은 석탄층 및 유기 물질을 포함하는 다른 퇴적물에서 발견될 수 있지만, 열수 발생은 생물학적 활동과 관련이 없는 것으로 간주된다.

### 최근 발전
광물 분류 체계와 그 정의는 광물 과학의 최근 발전에 맞춰 진화하고 있다. 최근 변화에는 새로운 다나 및 슈트룬츠 분류 체계 모두에 유기물 분류가 추가되었다. 유기물 분류에는 탄화수소를 포함하는 매우 희귀한 광물 그룹이 포함된다. IMA 신광물 및 광물 명명 위원회는 2009년에 광물 그룹 및 그룹 이름의 명명 및 분류를 위한 계층적 체계를 채택하고, 광물을 공식 목록으로 검토하고 분류하기 위해 7개의 위원회와 4개의 실무 그룹을 설립했다. 이 새로운 규칙에 따르면, "광물 종은 화학, 결정 구조, 산출, 관련성, 유전적 역사 또는 자원 등 다양한 방식으로 분류 목적에 따라 그룹화될 수 있다."

## 우주생물학
생물성 광물은 외계생명체의 중요한 지표가 될 수 있으며, 따라서 과거 또는 현재의 화성의 생명체 탐색에서 중요한 역할을 할 수 있다고 제안되었다. 또한, 생물성 광물과 자주 관련된 유기 구성 요소(생체 지문)는 전생물적 및 생물적 반응 모두에서 중요한 역할을 하는 것으로 여겨진다.
2014년 1월, NASA는 큐리오시티와 오퍼튜니티 로버가 화성에서 독립영양생물, 화학영양생물 및 화학무기영양생물 미생물에 기반한 생물권을 포함한 고대 생명체의 증거와, 고대 강 또는 호수와 관련된 평야와 같이 거주 가능했을 수 있는 고대 물의 증거를 찾을 것이라고 보고했다. 화성 행성에서의 거주 가능성, 타포노미(화석과 관련), 그리고 유기 탄소의 증거를 찾는 것이 NASA의 주요 목표가 되었다.

## 같이 보기
- 농업 광물
- 아마추어 지질학
- 동형성 (결정학)
- 광물 목록
- 국제광물학회에서 인정한 광물 목록
- 광물 수집
- 광물 진화
- 무기질, also known as 식물성 무기질
- 동질이형체

## 일반 참고 문헌
- Busbey, A.B.; Coenraads, R.E.; Roots, D.; Willis, P. (2007). 《Rocks and Fossils》. San Francisco: Fog City Press. ISBN 978-1-74089-632-0.
- Chesterman, C.W.; Lowe, K.E. (2008). 《Field guide to North American rocks and minerals》. Toronto: Random House of Canada. ISBN 978-0-394-50269-4.
- Dyar, M.D.; Gunter, M.E. (2008). 《Mineralogy and Optical Mineralogy》. Chantilly, VA: 미국 광물학회. ISBN 978-0-939950-81-2.
- Nesse, William D. (2000). 《Introduction to Mineralogy》. New York: Oxford University Press. ISBN 9780195106916.

## 추가 읽기
- Hazen, R.M.; Grew, Edward S.; Origlieri, Marcus J.; Downs, Robert T. (March 2017). 《On the Mineralogy of the 'Anthropocene Epoch'》 (PDF). 《American Mineralogist》 102. 595쪽. Bibcode:2017AmMin.102..595H. doi:10.2138/am-2017-5875. S2CID 111388809. 2017년 8월 14일에 확인함. 인간 활동에 의한 새로운 광물의 생성에 대하여.